# Thế giới chỉ có Thánh thần biết
Thế giới chỉ có Thánh thần biết (神のみぞ知るセカイ, かみのみぞしるセカイ Kami nomi zo Shiru Sekai) có thể đọc tắt thành Kaminomi (神のみ) là loạt manga được thực hiện bởi Wakaki Tamiki. Loạt manga đăng trên tạp chí Weekly Shōnen Sunday của Shogakukan từ ngày 09 tháng 4 năm 2008 đến ngày 23 tháng 4 năm 2014 và sau đó tập hợp thành 26 tankōbon. Nguyên mẫu đầu tiên của loạt manga là một truyện ngắn đã đăng trên tạp chí Weekly Shōnen Sunday trên số thứ 32 năm 2007 với tựa đề Koishite!? Kami-sama!! (恋して!? 神様). Cốt truyện xoay quanh một anh chàng đam mê thế giới ảo 2D hơn đời thật và cũng là một siêu cao thủ trong các trò chơi 2D; anh đã ký giao kèo với một nữ tử thần trẻ về việc bắt các linh hồn chạy trốn thông qua việc chinh phục trái tim của những người bị các linh hồn ấy nhập vào. Còn nếu anh không thực hiện giao kèo thì sẽ bị chiếc vòng đen đeo ở cổ cắt đứt đầu, với các kinh nghiệm tâm lý có được thông qua việc chơi game anh bắt đầu lên kế hoạch để bắt từng linh hồn một thông việc chinh phục trái tim của các cô gái. Tại Việt Nam, triển lãm "Không gian mới của Manga – nghệ thuật truyện tranh đương đại Nhật Bản" năm 2011 do Trung tâm giao lưu văn hóa Nhật Bản cùng Đại sứ quán Nhật Bản phối hợp tổ chức, đã giới thiệu manga dưới tựa đề tiếng Việt chính thức là "Thế giới chỉ có Thánh thần biết".
Manga đã được chuyển thể thành các phương tiện truyền thông khác như light novel, anime, drama CD, trò chơi điện tử... Manglobe thực hiện ba bộ anime và phát sóng tại Nhật Bản từ ngày 06 tháng 10 đến ngày 22 tháng 12 năm 2010, bộ anime thứ hai đã phát sóng từ ngày 12 tháng 4 đến ngày 16 tháng 9 năm 2011 và bộ anime thứ ba phát sóng từ ngày 08 tháng 7 đến ngày 23 tháng 9 năm 2013.

## Tổng quan

### Sơ lược cốt truyện
Keima Katsuragi - một học sinh cấp 3 năm 2 - là một người rất thích chơi các bishōjo game. Trên mạng, cậu được biết đến với cái tên "Thần Chinh phục" (落とし神 Otoshi-gami) với kĩ năng có thể chinh phục được bất kỳ cô gái 2D nào. Nhưng ngoài thực, Keima bị gọi là otamegane (オタメガネ), một từ ghép từ 2 từ otaku (オタク) và kính (メガネ, "megane"), và mọi người coi cậu là một học sinh thông minh nhưng lại là một otaku chán đời.
Mở đầu tác phẩm, Keima nhận được một e-mail mời cậu lập khế ước chinh phục các cô gái. Cậu nghĩ rằng đó là thư thách đấu và đã chấp nhận, sau đó một tiểu quỷ từ Địa ngục tên là Elsie xuất hiện. Cô yêu cầu Keima giúp cô trong việc bắt các linh hồn trốn chạy. Những linh hồn này trú ngụ trong trái tim các cô gái và Elsie nói rằng cách duy nhất để kéo các linh hồn đó ra là chinh phục các cô gái, khiến họ yêu Keima và lấp đầy những lỗ hổng trong trái tim nơi các linh hồn này trú ngụ. Nhưng Keima là người chỉ yêu thích các cô gái 2D nên cậu đã từ chối vì cậu không hề thích các cô gái thực. Vì khế ước đã được lập, Keima đành phải giúp Elsie bởi vì cả hai người sẽ chết nếu không hoàn thành nhiệm vụ.
Sau khi chinh phục được rất nhiều cô gái (bắt lại các linh hồn lạc lối đang trốn trong trái tim họ), Keima và Elsie được giao cho thực hiện 1 nhiệm vụ rất lớn, đó là thức tỉnh 6 nữ thần là con gái của thần Jupiter, họ được gọi là "Chị em Jupiter" ẩn trú nơi trái tim các cô gái đã được chinh phục trước đó. Nhiệm vụ của Keima là chinh phục các cô gái đó lần thứ hai, và tất cả các cô gái đó đã bị xóa ký ức về việc đã yêu anh ta (trừ những cô gái có nữ thần bên trong). Tuy nhiên, việc thức tỉnh các nữ thần gặp khó khăn do việc cản trở của một tổ chức được gọi là "Vintage".
Sau khi kế hoạch của "Vintage" bị ngăn chặn, Keima được các nữ thần dich chuyển về quá khứ để thực hiện nhiệm vụ cuối cùng và Elsie cũng dược gửi đi cùng. Tương lai của thế giới tùy thuộc vào sự thành công của Keima, mặc dù anh ta không có chút thông tin gì về nhiệm vụ này. Khi đến đây Keima cứu dược một cô gái bí ẩn tên là Dokurou. Sau đó Keima nhận ra rằng quá khứ trở nên khác biệt với những gì mà anh ta đã nhớ và nhận ra rằng nhiệm vụ của mình là phải thay đổi quá khứ để nó liên kết với hiện tại.
Khi nhiệm vụ cuối cùng đã hoàn thành Keima trở lại hiện tại và gặp Elsie trong tiềm thức. Cả hai đã có một cuộc nói chuyện ngắn và Elise tự nhận mình là "Boss cuối". Keima trách Elsie vì đã kéo anh ta vào thế giới thực tồi tệ này nhưng cũng cảm ơn cô vì anh ta đã có được những trải nghiệm chưa hề có trước đây và nói rằng: "Tôi đã thỏa mãn".
Sau đó Elsie đã tháo chiếc vòng cổ khế ước cho Keima và đưa anh ta trở lại thế giới thực. Quay về cuộc sống thường ngày Elsie đã thay đổi hết ký ức của mọi ngưới và trở thành em gái ruột của Keima và là một thành viên trong gia đình. Khi đó Keima đã chọn Chihiro làm bạn gái và đến tỏ tình nhưng đã bị từ chối.
Bên cạnh việc tập trung vào công việc bắt lại linh hồn của Keima và Elsie, bộ phim/truyện còn có các parody về các nhân vật trong các Visual novel, game, anime.
Là một bộ harem nổi tiếng, The world god only knows kết thúc với cặp Keima x Chihiro. Điều này đã gây nên một phản ứng dữ dội của fan khi Chihiro vốn được xem là nhân vật mờ nhạt, nhan sắc kém nhất, xuất hiện ít nhất và chưa bao giờ lọt vào danh sách những cô gái fan dự đoán sẽ "end" với Keima.

### Nhân vật

#### Chính
Katsuragi Keima (桂木 桂馬, かつらぎ けいま)
Lồng tiếng bởi: Shimono Hiro, Kobayashi Sanae (lúc nhỏ) (tiếng Nhật), Thông Hoài Thanh (tiếng Việt)
Keima Katsuragi là một học sinh trung học 17 tuổi tại Học viện Maijima. Ngay từ sớm, anh ta bị ám ảnh bởi các trò chơi video; còn được gọi là "The Capturing God" trong thế giới game cho kỹ năng huyền thoại là "bắt" thông tin bất kì cô gái nào mà anh chàng muốn hẹn hò.  Ngoài ra, anh chàng thậm chí còn chơi video games trong lớp học, nhưng lạ thay, Keima luôn đứng đầu trong mỗi môn học. Bất chấp lời trách mắng của giáo viên cho thói quen chơi game của mình, Keima Katsuragi lý luận rằng tất cả sẽ tốt đẹp miễn là anh chàng qua hết tất cả các bài kiểm tra. Điều này chỉ ra rằng kỹ năng phân tích Keima sử dụng để "bắt" thông tin trong games được áp dụng vào thực tế, đặc biệt là khi dự đoán đúng tất cả câu hỏi trong bài thi tiếng Anh dựa trên nhân cách của giáo viên và mức độ bài kiểm tra.
Elsie (エルシィ) / Elcea de Rux Ima (エリュシア・デ・ルート・イーマ) / Katsuragi Eri (桂木 えり, かつらぎ えり)
Lồng tiếng bởi: Itō Kanae (tiếng Nhật), Lâm Ngọc Tú (tiếng Việt)
Haqua du Lot Herminium / Haqua d'rot Herminium (ハクア・ド・ロット・ヘルミニウム)
Lồng tiếng bởi: Hayami Saori (tiếng Nhật), Trương Ngọc Châu (tiếng Việt)

#### Các cô gái
Ayukawa Tenri (鮎川 天理, あゆかわ てんり)
Lồng tiếng bởi: Nazuka Kaori (tiếng Nhật), Võ Ngọc Quyên (tiếng Việt)
Mười năm trước, khi còn là hàng xóm của nhau, Keima và Tenri cũng đã không nói chuyện với nhau mấy. Cho dù học cùng một lớp mẫu giáo nhưng Tenri không thể nói chuyện với cậu, và cả những người bạn khác bởi sự nhút nhát của mình. Cô chỉ có thể thầm ngưỡng mộ sự mạnh mẽ của Keima trong lớp mà thôi. Khi họ bị kẹt lại cùng vời nhau trên biển sau một cơn động đất, Keima đã bình tĩnh tìm cách giúp cả hai quay về an toàn. Cậu thể hiện sự quan tâm của mình cho Tenri qua việc cho cô hộp cơm của mình. Sự cảm kích và lòng ngưỡng mộ của Tenri dần hình thành một tình yêu, một tình yêu ngây thơ của tuổi nhỏ. Khi Keima bất tỉnh vì bị một hòn đá rơi trúng đầu và bị một bày ác linh tấn công, Tenri đã không ngần ngại chấp nhận Diana, một nữ thần, trú ngụ trong cơ thể mình. Lúc đó, Tenri chỉ mong Keima được sống. Cô quý Keima, vì thế, cô chấp nhận mọi thứ xảy ra với mình để bảo vệ Keima. Cuối cùng, cả hai đều thoát được về đến nhà. Và họ lại xa nhau…  Mười năm sau, tức hiện tại, một lần nữa Tenri gặp lại Keima. Keima vẫn vậy, bình tĩnh, mạnh mẽ, nhưng cũng thật vô tâm. Cậu không hề mảy may để ý tới cô bạn thuở nhỏ của mình đang ngồi khép nép bên cạnh mẹ của cô, nói chuyện với mẹ Keima. Trước sự lạnh lùng của Keima, Tenri cũng chỉ có thể giở vờ như không nhớ Keima. Cô làm sao nói được rằng trong mười năm đợi chờ, cô đã yêu và nhớ Keima đến nhường nào, khi mà người mình thương nhớ lại quên mình như thế. Cô làm sao mà nói được ra là cô nhớ Keima nhiều lắm và mong được gặp cậu nhiều lắm khi mà thứ Keima nghĩ tới là gần một ngàn giờ chơi game của mình… Cả hai bên không thể nói gì với nhau. Cùng với đó, bên trong Tenri cũng đã xuất hiện người bạn thân nhất của cô, Diana. Vị nữ thần từ mười năm trước đã dần hồi phục sức mạnh từ tình yêu của Tenri. Diana hiểu rõ sự nhút nhát của Tenri, nên cô mới tìm cách giúp Tenri tiếp cận được Keima. Vậy mà bản thân Tenri đã cự tuyệt những hành động đó. Cô vẫn chưa đủ can đảm…  Tenri và Diana đã nhận thấy mình đã trở thành mục tiêu của Nora và Ryou. Khi hỏi đến người quan trọng nhất của Tenri là ai, hiển nhiên trong đâu Tenri xuất hiện hình ảnh của Keima. Tuy nhiên, Tenri không thể nói ra được tình cảm thật của mình. Đúng là có những lúc, sự nhút nhát lại đem tới những điều thật phiền toái. Chính sự nhút nhát này khiến cho cõi lòng của một con người luôn nặng nề vì những tình cảm của bản thân không thể được giãi bày. Tenri cũng vậy, tình cảm giấu kín trong lòng của cô sau mười năm đã trở nên rất lớn nhưng cô không thể giãi bày lòng mình cho bất kỳ ai. Chắc hẳn cô đã buồn lắm. Chắc hẳn cô đã trách sự nhút nhát của mình. Nhất là khi sự lưỡng lự của cô đã mang lại biết bao nhiêu rắc rối cho cô và Keima: Keima bị Nora truy sát. Hài hước thay, người mà Tenri yêu quý nhất lại bị Nora hiểu nhầm thành kẻ thù của cô. Trên đường chạy trốn, họ quay về cái hang của mười năm trước. Tại nơi đây, Tenri và Diana kể lại những chuyện đã xảy ra mười năm trước. Keima dần nhớ ra mọi chuyện. Nhưng cái cậu quan tâm lúc này không phải là Tenri mà lại là Diana. Có lẽ cậu không thể nhận ra tình cảm của Tenri dành cho mình. Để thoát cuộc truy sát của Nora, Keima đã lên một kế hoạch…  "Hãy giả làm tình nhân của nhau", Keima đưa ra kế hoạch của mình cho Tenri. Họ đã diễn vở kịch tình nhân này rất thành công. Dù lúc đầu Tenri còn từ chối, nhưng để bảo vệ Keima một làn nữa, cô đã chấp nhận giãi bày tình cảm thật của mình. Keima chính là sự dũng cảm của cô, giúp cô vượt qua sự nhút nhát của mình. Chính vì những tình cảm chân thành này nên vở kịch đã thành công, Nora và Ryou đã hoàn toàn bị đánh lừa. Khi Keima hôn cô, Tenri đã hạnh phúc đến phát ngất. Nhưng sự hạnh phúc đó có phải là thật không? "Không có bất kỳ một ranh giới nào giữa ảo tưởng và hiện thực", câu nói này quả thật đúng. Tenri vui khi cô được hôn Keima, nhưng nụ hôn đó chỉ là một vở kịch. Tình cảm của Tenri là rất thật, nhưng đối với Keima, nụ hôn đó cũng chỉ là công việc mà thôi. Ảo mà thật, thật mà ảo, thời điểm đó niềm hạnh phúc của Tenri là thế đấy. Thật may mắn là Tenri đủ tỉnh táo để nhận ra đó là một vở kịch. Cô hiểu là Keima chưa có tình cảm gì với mình. Có lẽ, bản thân Keima cũng chưa hiểu được tình cảm của Tenri, cậu chỉ nghĩ là Tenri đã đóng kịch rất tốt mà thôi. Vậy là trong nụ hôn hạnh phúc đó lại có vương vấn một nỗi buồn…  Sau đó, Tenri lại trở thành hàng xóm của Keima một lần nữa. Cô lại được sống gần người mà mình ngưỡng mộ. Đối với cô, đó đã là một giấc mơ tuyệt vời rồi. Khi cô biết được công việc của Keima có liên quan tới rất nhiều cô gái khác, Tenri vẫn chấp nhận điều đó. Với sự quan tâm đến người khác của mình, cô hiểu tình cảm của Keima chưa phải là của cô, và công việc của Keima có thể giúp được những người khác. Tenri luôn sẵn sàng giúp đỡ Keima trong những chuyện như vậy vì cô không có sự ích kỷ, nhỏ nhen (nhưng Diana thì không…). Cô có một thú vui là làm ảo thuật. Vì bản thân cô rất cô đơn nên cô luôn làm ảo thuật cho Diana xem, và cô luôn mong được Keima theo dõi nó. Nhiều lúc, cô qua nhà Keima để cho cậu xem những trò ảo thuật như thế (nhưng kết cục thì toàn bị Diana và Haqua phá hết…). Dần dần, cô trở nên dạn dĩ hơn. Cô dần có thêm những người bạn như Nanaka, Diana, và cô sống trong niềm hi vọng và hạnh phúc khi ở bên Keima. Nhưng, đây là The World God Only Knows. Câu chuyện của Tenri chắc không thể nào mà có một kết thúc có hậu kiểu như Keima đến cầu hôn cô chẳng hạn. Cho dù có được sống gần người mình yêu thương đi nữa mà không thể nhận được tình cảm từ người đó thì vẫn buồn biết bao… Không một lời hẹn ước thuở xa xưa, không có một buổi hội ngộ cảm động với Keima. Vậy mà cô vẫn một mực yêu Keima hết lòng, suốt mười năm trời ròng rã.
Nakagawa Kanon (中川 かのん, なかがわ かのん)
Lồng tiếng bởi: Tōyama Nao (tiếng Nhật), Võ Thị Hồng Ý (tiếng Việt)
Kanon là một thần tượng tuổi teen nổi tiếng bởi vẻ đẹp cùng tài năng ca hát, và cũng là mục tiêu chinh phục thứ 3 trong bộ truyện. Cô còn là chủ thể của Apollo, Nữ Thần xuất hiện thứ hai của bộ truyện. Kanon hy vọng rằng bài hát của cô sẽ "vang lên trong lòng mọi người."
Kujō Tukiyo (九条 月夜, くじょう つきよ)
Lồng tiếng bởi: Iguchi Yuka
Goidō Yui (五位堂 結, ごいどう ゆい)
Lồng tiếng bởi: Takagaki Ayahi (tiếng Nhật), Trương Ngọc Châu (tiếng Việt)
Shiomiya Shiori (汐宮 栞, しおみや しおり)
Lồng tiếng bởi: Hanazawa Kana (tiếng Nhật), Võ Ngọc Quyên (tiếng Việt)
Giữa rất nhiều cô nàng xinh đẹp trong The world god only knows, Shiori Shiomiya vẫn được yêu mến nhờ tính cách bẽn lẽn, kín đáo rất đáng yêu và cực kì ham mê đọc sách. Cô là học sinh và là thủ thư của trường tư thục Maijima, đồng thời cũng là đối tượng thứ tư mà Keima cần làm quen trong anime. Shiori nhút nhát đến mức không thể nói chuyện rõ ràng với mọi người, nhưng bù lại cô lại có năng khiếu viết tiểu thuyết và trí nhớ tuyệt vời.
Takahara Ayumi (高原 歩美, たかはら あゆみ)
Lồng tiếng bởi: Taketatsu Ayana (tiếng Nhật), Võ Ngọc Quyên (tiếng Việt)
Aoyama Mio (青山 美生, あおやま みお)
Lồng tiếng bởi: Yūki Aoi (tiếng Nhật), Võ Ngọc Quyên (tiếng Việt)
Cô gái sở hữu mái tóc vàng rực này là nhân vật thứ chính, và là con gái của chủ tịch tập đoàn Aoyama. Danh phận của cô được tác giả ưu ái rất nhiều. Ngay từ đầu câu chuyện, Mio đã được mô tả là một cô gái rất kiêu căng, luôn coi người khác là "dân đen". Sau cái chết bất ngờ của ông, gia đình Aoyama như rơi từ trên thiên đường xuống, Mio đã hiểu lầm lời dặn dò của cha mình. Cô cho rằng mình phải tiếp tục giữ gìn "sự cao quý" bằng cách sống cuộc sống của một tiểu thư như trước đây. Điều này đã dẫn đến việc Mio tiêu xài lãng phí số tiền ít ỏi của mình và luôn thể hiện mình thuộc tầng lớp thượng lưu trước mặt mọi người. Keima đã thành công trong việc giúp Mio nhận ra rằng người cha luôn mong con gái mình sống vui vẻ và hạnh phúc dù ở trong bất kì hoàn cảnh nào. Mio sau này làm việc ở tiệm bánh để giúp mẹ cô. Cô đã rất cố gắng thay đổi theo hướng tích cực. Tuy nhiên, cô vẫn tiếp tục đỏ mặt và cảm thấy ngượng ngùng khi ở gần Keima.
Kasuga Kusunoki (春日 楠, かすが くすのき)
Lồng tiếng bởi: Koshimizu Ami (tiếng Nhật), Võ Ngọc Quyên (tiếng Việt)
Kosaka Chihiro (小阪 ちひろ, こさか ちひろ)
Lồng tiếng bởi: Asumi Kana (tiếng Nhật), Võ Thị Hồng Ý (tiếng Việt)
Nagase Jun (長瀬 純, ながせ じゅん)
Lồng tiếng bởi: Toyosaki Aki
Ikoma Minami (生駒 みなみ, いこま みなみ)
Lồng tiếng bởi: Sakurai Harumi
Hinaga Rieko (日永 梨枝子, ひなが りえこ)
Uemoto Sumire (上本 スミレ, うえもと スミレ)
Haibara Nanaka (榛原 七香, はいばら ななか)
Kasuga Hinoki (春日 檜, かすが ひのき)

#### Nữ thần
Diana (ディアナ)
Lồng tiếng bởi: Nazuka Kaori
Apollo (アポロ)
Lồng tiếng bởi: Tōyama Nao (tiếng Nhật), Võ Thị Hồng Ý (tiếng Việt)
Vulcan (ウルカヌス)
Lồng tiếng bởi: Iguchi Yuka
Mars (マルス)
Lồng tiếng bởi: Takagaki Ayahi
Minerva (ミネルヴァ)
Lồng tiếng bởi: Hanazawa Kana
Mercury (メルクリウス)
Lồng tiếng bởi: Taketatsu Ayana

#### Kaketama-tai
Dokuro Skull (ドクロウ・スカール)
Lồng tiếng bởi: Matsumoto Wakako
Nikaidō Yuri (二階堂 由梨, にかいどう ゆり)
Lồng tiếng bởi: Tanaka Atsuko
Dokuro (ドクロウ)
Marui Yukie (丸井 雪枝, まるい ゆきえ)
Lồng tiếng bởi: Gibu Yūko
Nora Floriann Leoria (ノーラ・フロリアン・レオリア)
Lồng tiếng bởi: Toyoguchi Megumi
Asama Ryō (浅間 亮, あさま りょう)
Lồng tiếng bởi: Terashima Takuma
Kurakawa Akari (倉川 灯, くらかわ あかり) / Rimyuel (リミュエル)
Lồng tiếng bởi: Shimizu Ai
Shalia Frey Amon (シャリア・フレイ・アモン)
Meg (メグ)
Angie (アンジェ)
Camry (カムリ・トレビン・スターレット)
Cresta (クレスタ・イーディー・チェイサー)
Midas Los (ミダス・ロス)
Needles Moura Rami (ニードルス・モウラ・ラミ)
Gare Della Monte Doubi (ギャブレー・デッラ・モンテ・ドゥミ)
Gorogoro Lagram Gunhorn (ゴロゴロ・ラグラン・ガンホーン)
Roudret Ruhm Lentrant (ロードレット・ルウム・レントラント)
Anoa Noah Delfrich Nice (アノア・ノア・デルフリクト・ニース)

#### Quỷ theo truyền thống cũ
Fiore Loderia Lavigneri (フィオーレ・ローデリア・ラビニエリ)
Lune (リューネ)
Lồng tiếng bởi: Tomatsu Haruka
Gira (ギラ)
Lồng tiếng bởi: Sakurai Harumi

#### Gia đình Katsuragi
Katsuragi Mari (桂木 麻里, かつらぎ まり)
Lồng tiếng bởi: Yuzuki Ryōka
Mari Katsuragi là bà mẹ một con vô cùng xinh đẹp và cá tính trong anime The World God Only Knows. Dù đã có tuổi tuy nhiên bất cứ ai gặp Mari Katsuragi cũng đều bị hút hồn bởi vẻ đẹp và cá tính của một phụ nữ đã có một con.
Katsuragi Keiichi (桂木 桂一, かつらぎ けいいち)
Lồng tiếng bởi: Yuzuki Ryōka
Katsuragi Denma (桂木 伝馬, かつらぎ でんま)

#### Trường Maijima

##### Giáo viên
Kodama Ichirō (児玉 一郎, こだま いちろう)
Lồng tiếng bởi: Takeo Tomoharu
Kimura (木村, きむら)

##### Học sinh
Terada Miyako (寺田 京, てらだ みやこ)
Lồng tiếng bởi: Chikamura Nozomi
Ishikiri Izumi (石切 いづみ, いしきり いづみ)
Lồng tiếng bởi: Makiguchi Mayuki
Fujiidera Ai (藤井寺 藍, ふじいでら あい)
Lồng tiếng bởi: Nonaka Ai
Nakamura Ryōsuke (中村 良輔, なかむら りょうすけ)
Lồng tiếng bởi: Sakamaki Mitsuhiro
Yūta (ユータ)
Lồng tiếng bởi: Hatano Wataru
Saitō Akane (斉藤 あかね, さいとう あかね)
Mitsuya Akiko (三ツ谷 秋子, みつや あきこ)
Tasaka Sankichi (田坂 三吉, たさか さんきち)
Sakurai Hiyori (桜井 ひより, さくらい ひより)
Ikarino Mobuko (怒野 モブ子, いかの モブこ)

#### Quá khứ
Shiratori Urara (白鳥 うらら, しらとり うらら)
Yanagi Reiko (柳 玲子, やなぎ れいこ)
Aoi-sensei (あおい先生)
Shiratori Shōtarō (白鳥 正太郎, しらとり しょうたろう)
Shiratori Kayoko (白鳥 香夜子, しらとり かよこ)
Shiratori Masaharu (白鳥 正晴, しらとり まさはる)
Yūzaki Kaori (結崎 香織, ゆうざき かおり)
Arita orph Reiko (有田 オーフレイ子, ありた おーふれいこ)
Maiko (まいこ)
Mariko (まりこ)
Satoyama Hana (佐渡山 花, さとやま はな)

#### Khác
Morita Shintarō (森田 慎太郎, もりた しんたろう)
Lồng tiếng bởi: Kashii Shōto
Aoyama Yūri (青山 有里, あおやま ゆうり)
Lồng tiếng bởi: Nakamura Hidetoshi
Okada Ikuko (岡田 郁子, おかだ いくこ)
Lồng tiếng bởi: Itō Miki
Raimu (らいむ) / Fujimura Chika (藤村 ちか, ふじむら ちか)
Lồng tiếng bởi: Hidaka Rina
Yuri (ゆり) / Kuniyoshi Yuri (国吉 友里, くによし ゆり)
Lồng tiếng bởi: Uchida Maaya
Neko (ネコ)
Kōjī Tadokoro (コージー田所, コージーたどころ)
MASARU（マサル）
Ishigami Hiroyuki (石上 裕行, いしがみ ひろゆき)
Asari (あさり)
Tenri no haha (天理の母)
Nanba Airi (南波 愛梨, なんば あいり)
Uemoto Mitsuo (上本 満夫, うえもと みつお)
Okamoto Tasuke (岡本 太助, おかもと たすけ)
Goidō Kyōko (五位堂 響子, ごいどう きょうこ)
Goidō Katsuhiro (五位堂 勝大, ごいどう かつひろ)
Yui no ane (結の姉)

#### Thế giới ảo
Watori Yū (羽鳥 ゆう, はとり ゆう)
Lồng tiếng bởi: Kobayashi Yū
Asuka Sora (飛鳥 空, あすか そら)
Lồng tiếng bởi: Sakurai Tomo
Sugimoto Yotsuba (杉本 四葉, すぎもと よつば)
Lồng tiếng bởi: Tange Sakura
Yumi (ユミ)

#### Kanon 100%
Kozue (こずえ)
Lồng tiếng bởi: Suzaki Aya
Bell Mark Atsume (ベル・マーク・アツメ)

#### Nhân vật không có trong manga
Amami Tōru (天美 透, あまみ とおる)
Yoshino Asami (吉野 麻美, よしの あさみ)
Yoshino Ikumi (吉野 郁美, よしの いくみ)
Akuragawa Shino (阿倉川 紫埜, あくらがわ しの)
Mogami Takeshi (最上 武, もがみ たけし)
Gotō (後藤, ごとう)
Fuse Aoba (風瀬 青羽, ふせ あおば)

## Truyền thông

### Manga
Thế giới chỉ có Thánh thần biết được thực hiện bởi Wakaki Tamiki. Wakaki đã thực hiện một chương thử nghiệm dưới dạng truyện ngắn để thăm dò ý kiến độc giả trước có tên Koishite!? Kami-sama!! (恋して!? 神様!!) và đăng trên số thứ 32 của tạp chí Weekly Shōnen Sunday của Shogakukan năm 2007. Việc đăng loạt manga hàng tuần chính thức bắt đầu từ ngày 09 tháng 4 năm 2008 đến ngày 23 tháng 4 năm 2014 với 268 chương. Shogakukan sau đó đã tập hợp các chương lại và phát hành thành 26 tankōbon.
Egmont Manga & Anime đã đăng ký bản quyền để phát hành loạt manga tại Đức, Kana đăng ký tại Pháp, Haksan Culture Company đăng ký tại hàn Quốc, Culturecom Holdings Limited đăng ký tại Hồng Kông và Sharp Point Press đăng ký tại Đài Loan.

### Light novel
Bộ light novel mang tựa 'Kami nomi zo Shiru Sekai Kami to Akuma to Tenshi' (神のみぞ知るセカイ―神と悪魔と天使) viết bởi Arisawa Mamizu và minh họa bởi Wakaki Tamiki đã phát hành ngày 19 tháng 5 năm 2009 bởi Shogakukan với nhãn GAGAGA Bunko. Bộ này có cốt truyện hoàn toàn khác với cốt truyện gốc cùng các nhân vật riêng.
Bộ light novel thứ hai mang tựa 'Kami nomi zo Shiru Sekai Inori to Noroi to Kiseki' (神のみぞ知るセカイ 2 祈りと呪いとキセキ) đã phát hành vào ngày 18 tháng 5 năm 2010.

### Anime
Thế giới chỉ có Thánh thần biết được chuyển thể thành phim hoạt hình và điều này đã được công bố chính thức trên tuần san của Shogakukan, Weekly Shōnen Sunday số 19 năm 2010. Người biên kịch cho phim là Kurata Hideyuki, người thiết kế nhân vật là Akio Watanabe và đạo diễn là Takayanagi Shigehito The studio in charge of the animation is Manglobe.. Một tập phim OVA mở đầu được phát hành kèm với tập 10 của truyện tranh vào ngày 17 tháng 9 năm 2010. Bộ anime đã phát sóng từ ngày 06 tháng 10 đến ngày 22 tháng 12 năm 2010 với 12 tập trên kênh TV Tokyo, TV Setouchi và TV Hokkaido sau đó phát lại sau vài ngày trên các kênh TV Osaka, TV Aichi và TVQ Kyushu Broadcasting. Khi phát hành DVD cho bộ anime thứ nhất thì một tập OVA đã được thêm vào. Vào ngày 18 tháng 9 năm 2010, Crunchyroll tuyên bố rằng phim hoạt hình sẽ được phát hành trên trang mạng của họ. Sentai Filmworks giữ bản quyền phiên bản tiếng Anh của bộ anime này để tiến hành phân phối tại thị trường Bắc Mỹ, Madman Entertainment thì đăng ký tại Úc và New Zealand.
Bộ anime thứ hai của phim được phát sóng từ ngày 12 tháng 4 đến ngày 16 tháng 9 năm 2011 với 12 tập trên kênh TV Tokyo và TV Aichi sau đó phát lại trên các kênh TVQ Kyushu Broadcasting, TV Hokkaido, TV Setouchi và TV Osaka. Sentai Filmworks giữ bản quyền phiên bản tiếng Anh của bộ anime này để tiến hành phân phối tại thị trường Bắc Mỹ, Madman Entertainment đăng ký phân phối tại Úc và Zealand, MediaLink Entertainment Limited đăng ký tại Philippines.
Tập OVA của bộ anime thứ hai có tựa "Kami Nomi zo Shiru Sekai: Yonnin to Idol" (神のみぞ知るセカイ 4人とアイドル) được phát hành đính kèm với tập 14 của loạt manga vào ngày 16 tháng 9 năm 2011. Manglobe cũng đã thực hiện bộ hai tập OVA độc lập có tựa "Kami nomi zo Shiru Sekai: Tenri-hen" (神のみぞ知るセカイ 天理編), phát hành vào ngày 18 tháng 10 năm và ngày 18 tháng 12 năm 2012 để đính kèm với hai tập 19 và 20 của loạt manga.
Một tập OVA ngoại truyện có tên Magical☆Star Kanon 100% (マジカル☆スター かのん100％) do Kase Mitsuko làm đạo diễn đã được thực hiện và đính kèm với tập 22 của loạt manga phát hành vào ngày 18 tháng 6 năm 2013.
Bộ anime thứ ba của loạt anime có tựa "Kami nomi zo Shiru Sekai Megami-hen" (神のみぞ知るセカイ 女神篇) đã phát sóng từ ngày 08 tháng 7 đến ngày 23 tháng 9 năm 2013 trên các kênh TV Tokyo tại Nhật Bản với 12 tập.

### Internet radio
Chương trình phát thanh trên mạng có tên "Kami nomi zo Shiru Sekai ~Otoshi-shin Calling you~" (神のみぞ知るセカイ〜落とし神Calling you〜) đã phát sóng từ ngày 23 tháng 2 đến ngày 27 tháng 7 năm 2011 với 12 chương trình. Để đón bộ anime thứ 3 chương trình radio này đã được khởi động lại và phát sóng từ ngày 03 tháng 7 năm 2013 đến ngày 29 tháng 1 năm 2014 cũng với 12 chương trình. Nhân vật Katsuragi Keima và Elsie làm người dẫn chương trình nói về các linh hồn trốn chạy và giải thích thêm một số thứ. Ngoài ra còn một chương trình nhỏ có tên Tōyama Nao no Kanon no Oto (東山奈央のかのんのおと) nơi nhân vật Kanon phỏng vấn nhóm làm phim cũng như tác giả của truyện về công việc và các kế hoạch làm việc giữa các dự án. Các chương trình radio này đã được phát hành dưới dạng đĩa đính kèm chung với các bản BD/DVD đặc biệt của loạt anime.

### Sách
Một quyển sách hình có tựa SUNDAY OFFICIAL GUIDE Kami nomi zo Shiru Sekai POSTERS! (SUNDAY OFFICIAL GUIDE 神のみぞ知るセカイ POSTERS!) đã phát hành vào ngày 15 tháng 7 năm 2009. Chứa các hình ảnh chọn lọc được tô màu của truyện cùng một số hình khác được in dưới dạng áp phích lớn với tổng cộng 19 hình.
Một quyển sách hướng dẫn có tựa Kami nomi zo Shiru Sekai Shin Heroine Kanzen Kouryaku Book (神のみぞ知るセカイ 神ヒロイン完全攻略ブック) đã phát hành vào ngày 18 tháng 9 năm 2013. Sách nói về cách Keima chinh phục trái tim của 16 cô gái, sách cũng có bài phỏng vấn dài với tác giả của truyện.

### Trò chơi điện tử
ONE-UP đã tiết hành phát triển một trò chơi trực tuyến có tên Kami nomi zo Shiru Sekai Soul Memories (神のみぞ知るセカイ SOUL MEMORIES), GREE lo việc phân phối bắt đầu từ ngày 22 tháng 8 năm 2013 sau đó đến ngày 04 tháng 12 năm 2013 thì chuyển giao công việc cho Mobage.

### Âm nhạc
Bộ anime thứ nhất có năm bài hát chủ đề, một mở đầu và bốn kết thúc. Bài hát mở đầu có tựa là God only knows do Oratorio The World God Only Knows trình bày, đĩa đơn chứa bài hát đã phát hành vào ngày 3 tháng 11 năm 2010. Bài hát kết thúc thứ nhất có tựa Koi no Shirushi (コイノシルシ) có nhiều phiên bản khác nhau do các nhân vật nữ chính trình bày, đĩa đơn chứa các phiên bản này đã phát hành vào ngày 08 tháng 12 năm 2010. Bài hát mở đầu thứ hai có tên Tatta Ichido no Kisei (たった一度の奇跡) do Sakurai Tomo trình bày, bài hát kết thúc thứ ba là Happy Crescent (ハッピークレセント) do Toyama Nao trình bày hai bài hát này nằm gộp trong bộ 6 album chứa các bài hát do các nhân vật chính trình bày phát hành từ ngày 10 tháng 11 đến ngày 22 tháng 12 năm 2010. Bài hát kết thúc thứ tư có tựa Shuuseki Kairo no Yume Tabibito (集積回路の夢旅人) do Shimono Hiro trình bày cùng Oratorio The World God Only Knows, bài hát đính kèm tong đĩa đơn chứa bài hát mở đầu. Album chứa các bài hát do nhân vật nữ Kanon trình bày đã phát hành vào ngày 03 tháng 3 năm 2011, với hai phiên bản giới hạn và bình thường, phiên bản giới hạn có đính kèm đĩa chứa các đoạn drama. Album chứa các bản nhạc dùng trong bộ anime đã phát hành vào ngày 06 tháng 4 năm 2011.
| God only knows~Shuuseki Kairo no Yume Tabibito (God only knows～集積回路の夢旅人) | God only knows~Shuuseki Kairo no Yume Tabibito (God only knows～集積回路の夢旅人)  | God only knows~Shuuseki Kairo no Yume Tabibito (God only knows～集積回路の夢旅人) |
| STT                                                                               | Nhan đề                                                                            | Thời lượng                                                                        |
| --------------------------------------------------------------------------------- | ---------------------------------------------------------------------------------- | --------------------------------------------------------------------------------- |
| 1.                                                                                | "God only knows"                                                                   | 8:08                                                                              |
| 2.                                                                                | "Shuuseki Kairo no Yume Tabibito (集積回路の夢旅人)"                               | 1:52                                                                              |
| 3.                                                                                | "God only knows (Instrumental)"                                                    | 8:08                                                                              |
| 4.                                                                                | "Shuuseki Kairo no Yume Tabibito (Instrumental) (集積回路の夢旅人 (Instrumental))" | 1:58                                                                              |
| 5.                                                                                | "God only knows Daisanmaku (O.A. version) (God only knows 第三幕 (O.A. version))"  | 1:30                                                                              |
| Tổng thời lượng:                                                                  | Tổng thời lượng:                                                                   | 21:36                                                                             |

| Koi no Shirushi (コイノシルシ) | Koi no Shirushi (コイノシルシ)                                         | Koi no Shirushi (コイノシルシ) |
| STT                            | Nhan đề                                                                | Thời lượng                     |
| ------------------------------ | ---------------------------------------------------------------------- | ------------------------------ |
| 1.                             | "Koi no Shirushi (コイノシルシ)"                                       | 4:20                           |
| 2.                             | "Koi no Shirushi feat. Takahara Ayumi (コイノシルシ feat. 高原歩美)"   | 4:20                           |
| 3.                             | "Koi no Shirushi feat. Aoyama Mio (コイノシルシ feat. 青山美生)"       | 4:20                           |
| 4.                             | "Koi no Shirushi feat. Nakagawa Kanon (コイノシルシ feat. 中川かのん)" | 4:20                           |
| 5.                             | "Koi no Shirushi feat. Shiomiya Shiori (コイノシルシ feat. 汐宮栞)"    | 4:20                           |
| 6.                             | "Koi no Shirushi (Instrumental) (コイノシルシ (Instrumental))"         | 4:18                           |
| Tổng thời lượng:               | Tổng thời lượng:                                                       | 25:58                          |

| Kami nomi zo Shiru Sekai Original Soundtrack (神のみぞ知るセカイ Original Soundtrack) | Kami nomi zo Shiru Sekai Original Soundtrack (神のみぞ知るセカイ Original Soundtrack)           | Kami nomi zo Shiru Sekai Original Soundtrack (神のみぞ知るセカイ Original Soundtrack) |
| STT                                                                                   | Nhan đề                                                                                         | Thời lượng                                                                            |
| ------------------------------------------------------------------------------------- | ----------------------------------------------------------------------------------------------- | ------------------------------------------------------------------------------------- |
| 1.                                                                                    | "Koi ~ Kuchidzuke made no Kyori [Main Theme] (恋~口づけまでの距離 [メインテーマ])"              | 3:09                                                                                  |
| 2.                                                                                    | "God only knows Daisanmaku (God only knows 第三幕)"                                             | 1:32                                                                                  |
| 3.                                                                                    | "NOW PLAYING"                                                                                   | 1:44                                                                                  |
| 4.                                                                                    | "Waga Na wa Otoshi Kami (我が名は落とし神)"                                                     | 1:14                                                                                  |
| 5.                                                                                    | "Sora kara Ochite Kita Koakuma (空から落ちてきた小悪魔)"                                        | 1:44                                                                                  |
| 6.                                                                                    | "Saa, Kaketamagari e! (さぁ、駆け魂狩りへ!)"                                                    | 1:35                                                                                  |
| 7.                                                                                    | "Kokoro no Sukima (心のスキマ)"                                                                 | 1:20                                                                                  |
| 8.                                                                                    | "Hashiridashitara Tomarenai Shoujo (走り出したら止まれない少女)"                                | 1:40                                                                                  |
| 9.                                                                                    | "Karei naru Kouryaku (華麗なる攻略)"                                                            | 1:37                                                                                  |
| 10.                                                                                   | "Shoujo no Namida (少女の涙)"                                                                   | 1:41                                                                                  |
| 11.                                                                                   | "Mieta zo, Ending ga (見えたぞ、エンディングが)"                                                | 1:37                                                                                  |
| 12.                                                                                   | "Koi no Shirushi feat. Takahara Ayumi (short ver.) (コイノシルシ feat.高原歩美 (short ver.))"   | 1:33                                                                                  |
| 13.                                                                                   | "Akumade mo Imouto desu (あくまでも妹です)"                                                     | 1:41                                                                                  |
| 14.                                                                                   | "Kedakaku mo Karen na Shoujo (気高くも可憐な少女)"                                              | 1:34                                                                                  |
| 15.                                                                                   | "Route Kensakuchuu (ルート検索中)"                                                              | 1:20                                                                                  |
| 16.                                                                                   | "Reijou no Himitsu (令嬢の秘密)"                                                                | 1:33                                                                                  |
| 17.                                                                                   | "Koi no Yokan (恋の予感)"                                                                       | 2:17                                                                                  |
| 18.                                                                                   | "Koi no Shirushi feat. Aoyama Mio (short ver.) (コイノシルシ feat.青山美生 (short ver.))"       | 1:33                                                                                  |
| 19.                                                                                   | "Kaminii-sama~ (神にーさま~)"                                                                   | 1:33                                                                                  |
| 20.                                                                                   | "Monologue (モノローグ)"                                                                        | 1:32                                                                                  |
| 21.                                                                                   | "Mugen Kairou no Heroine (無限回廊のヒロイン)"                                                  | 1:50                                                                                  |
| 22.                                                                                   | "Tairyoku > Chiryoku (体力>知力)"                                                               | 1:08                                                                                  |
| 23.                                                                                   | "Setsunai Makugire (せつない幕切れ)"                                                            | 1:52                                                                                  |
| 24.                                                                                   | "Tatta Ichido no Kiseki (TV Size) (たった一度の奇跡 (TVサイズ))"                                | 1:32                                                                                  |
| 25.                                                                                   | "Kami-sama~ (神さま~)"                                                                          | 1:43                                                                                  |
| 26.                                                                                   | "Arifureta Genjitsu (ありふれた現実)"                                                           | 1:09                                                                                  |
| 27.                                                                                   | "Fumeiryou na Route (不明瞭なルート)"                                                           | 1:41                                                                                  |
| 28.                                                                                   | "Kagirinaku Toumei na Sonzai (限りなく透明な存在)"                                              | 1:34                                                                                  |
| 29.                                                                                   | "Daremo Shiranai... (誰も知らない...)"                                                          | 1:40                                                                                  |
| 30.                                                                                   | "Sentakushi Souatari (選択肢総当り)"                                                            | 1:45                                                                                  |
| 31.                                                                                   | "Koi, Yoroshiku Onegaishimasu! ~Tsuioku~ (恋、ヨロシクお願いします! ~追憶~)"                    | 2:09                                                                                  |
| 32.                                                                                   | "Koi no Shirushi feat. Nakagawa Kanon (short ver.) (コイノシルシ feat.中川かのん (short ver.))" | 1:32                                                                                  |
| 33.                                                                                   | "Ittekimasu! (いってきまーす!)"                                                                 | 1:14                                                                                  |
| 34.                                                                                   | "Semarikuru Kage (迫り来る影)"                                                                  | 1:33                                                                                  |
| 35.                                                                                   | "Yurui Nichijou (ゆるい日常)"                                                                   | 1:19                                                                                  |
| 36.                                                                                   | "Koudou e no Kidou (行動への起動)"                                                              | 1:29                                                                                  |
| 37.                                                                                   | "Koi no Shirushi from Elsie (short ver.) (コイノシルシ from Elsie (short ver.))"                | 1:33                                                                                  |
| 38.                                                                                   | "Watashi, Ganbarimasu! (私、がんばります!)"                                                     | 1:36                                                                                  |
| 39.                                                                                   | "Jouzetsu na Hon to Mukuchi na Shoujo (饒舌な本と無口な少女)"                                   | 1:57                                                                                  |
| 40.                                                                                   | "Hon wa Ai Hon wa Yorokobi Hon wa Kandou (本は愛 本は喜び 本は感動)"                            | 2:05                                                                                  |
| 41.                                                                                   | "Hashiriyuku Monotachi e no Chinkonka (去り行くものたちへの鎮魂歌)"                             | 1:56                                                                                  |
| 42.                                                                                   | "Koi no Shirabe (恋の調べ)"                                                                     | 2:06                                                                                  |
| 43.                                                                                   | "Koi no Kioku (恋の記憶)"                                                                       | 1:51                                                                                  |
| 44.                                                                                   | "Koi no Shirushi feat. Shiomiya Shiori (short ver.) (コイノシルシ feat.汐宮 栞 (short ver.))"   | 1:32                                                                                  |
| 45.                                                                                   | "NEXT STAGE"                                                                                    | 0:22                                                                                  |
| 46.                                                                                   | "Shuuseki Kairo no Yume Tabibito (Keima ver.) (集積回路の夢旅人 (桂馬ver.))"                    | 1:35                                                                                  |
| Tổng thời lượng:                                                                      | Tổng thời lượng:                                                                                | 1:15:12                                                                               |

| Kaminomi Character CD.0 Elsie starring ITO KANAE (神のみキャラCD.0 エルシィ starring 伊藤かな恵) | Kaminomi Character CD.0 Elsie starring ITO KANAE (神のみキャラCD.0 エルシィ starring 伊藤かな恵) | Kaminomi Character CD.0 Elsie starring ITO KANAE (神のみキャラCD.0 エルシィ starring 伊藤かな恵) |
| STT                                                                                              | Nhan đề                                                                                          | Thời lượng                                                                                       |
| ------------------------------------------------------------------------------------------------ | ------------------------------------------------------------------------------------------------ | ------------------------------------------------------------------------------------------------ |
| 1.                                                                                               | "Oh!My☆GOD!! (Oh!まい☆GOD!!)"                                                                    | 4:36                                                                                             |
| 2.                                                                                               | "Koi no Shirushi from Elsie (コイノシルシ from Elsie)"                                           | 4:21                                                                                             |
| 3.                                                                                               | "Oh!My☆GOD!! (Instrumental) (Oh!まい☆GOD!! (Instrumental))"                                      | 4:36                                                                                             |
| 4.                                                                                               | "Koi no Shirushi from Elsie (Instrumental) (コイノシルシ from Elsie (Instrumental))"             | 4:17                                                                                             |
| Tổng thời lượng:                                                                                 | Tổng thời lượng:                                                                                 | 17:50                                                                                            |

| Kaminomi Character CD.1 Takahara Ayumi starring TAKETATSU AYANA (神のみキャラCD.1 高原歩美 starring 竹達彩奈) | Kaminomi Character CD.1 Takahara Ayumi starring TAKETATSU AYANA (神のみキャラCD.1 高原歩美 starring 竹達彩奈) | Kaminomi Character CD.1 Takahara Ayumi starring TAKETATSU AYANA (神のみキャラCD.1 高原歩美 starring 竹達彩奈) |
| STT | Nhan đề | Thời lượng |
| --- | --- | --- |
| 1. | "Wonder Chance"                                                                                               | 3:29 |
| 2. | "Koi no Shirushi from Ayumi (コイノシルシ from Ayumi)"                                                        | 4:29 |
| 3. | "Wonder Chance (Instrumental)"                                                                                | 3:29 |
| 4. | "Koi no Shirushi from Ayumi (Instrumental) (コイノシルシ from Ayumi (Instrumental))"                          | 4:24 |
| Tổng thời lượng:                                                                                              | Tổng thời lượng:                                                                                              | 15:51 |

| Kaminomi Character CD.2 Aoyama Mio starring YUKI AOI (神のみキャラCD.2 青山美生 starring 悠木碧) | Kaminomi Character CD.2 Aoyama Mio starring YUKI AOI (神のみキャラCD.2 青山美生 starring 悠木碧) | Kaminomi Character CD.2 Aoyama Mio starring YUKI AOI (神のみキャラCD.2 青山美生 starring 悠木碧) |
| STT                                                                                              | Nhan đề                                                                                          | Thời lượng                                                                                       |
| ------------------------------------------------------------------------------------------------ | ------------------------------------------------------------------------------------------------ | ------------------------------------------------------------------------------------------------ |
| 1.                                                                                               | "Last・Dance (ラスト・ダンス)"                                                                   | 4:17                                                                                             |
| 2.                                                                                               | "Koi no Shirushi from Mio (コイノシルシ from Mio)"                                               | 4:22                                                                                             |
| 3.                                                                                               | "Last・Dance (Instrumental) (ラスト・ダンス (Instrumental))"                                     | 4:17                                                                                             |
| 4.                                                                                               | "Koi no Shirushi from Mio (Instrumental) (コイノシルシ from Mio (Instrumental))"                 | 4:19                                                                                             |
| Tổng thời lượng:                                                                                 | Tổng thời lượng:                                                                                 | 17:15                                                                                            |

| Kaminomi Character CD.3 Nakagawa Kanon starring TOYAMA NAO (神のみキャラCD.3 中川かのん starring 東山奈央) | Kaminomi Character CD.3 Nakagawa Kanon starring TOYAMA NAO (神のみキャラCD.3 中川かのん starring 東山奈央) | Kaminomi Character CD.3 Nakagawa Kanon starring TOYAMA NAO (神のみキャラCD.3 中川かのん starring 東山奈央) |
| STT | Nhan đề | Thời lượng                                                                                                 |
| --- | --- | --- |
| 1. | "Happy Crescent (ハッピークレセント)"                                                                      | 3:40 |
| 2. | "Koi no Shirushi from Kanon (コイノシルシ from Kanon)"                                                     | 4:29 |
| 3. | "Happy Crescent (Instrumental) (ハッピークレセント (Instrumental))"                                        | 3:40 |
| 4. | "Koi no Shirushi from Kanon (Instrumental) (コイノシルシ from Kanon (Instrumental))"                       | 4:26 |
| Tổng thời lượng:                                                                                           | Tổng thời lượng:                                                                                           | 16:15 |

| Kaminomi Character CD.4 Shiomiya Shiori starring HANAZAWA KANA (神のみキャラCD.4 汐宮 栞 starring 花澤香菜) | Kaminomi Character CD.4 Shiomiya Shiori starring HANAZAWA KANA (神のみキャラCD.4 汐宮 栞 starring 花澤香菜) | Kaminomi Character CD.4 Shiomiya Shiori starring HANAZAWA KANA (神のみキャラCD.4 汐宮 栞 starring 花澤香菜) |
| STT | Nhan đề | Thời lượng                                                                                                  |
| --- | --- | --- |
| 1. | "Kuchibue Jet (口笛ジェット)"                                                                               | 4:00 |
| 2. | "Koi no Shirushi from Shiori (コイノシルシ from Shiori)"                                                    | 4:32 |
| 3. | "Kuchibue Jet (Instrumental) (口笛ジェット (Instrumental))"                                                 | 4:00 |
| 4. | "Koi no Shirushi from Shiori (Instrumental) (コイノシルシ from Shiori (Instrumental))"                      | 4:27 |
| Tổng thời lượng:                                                                                            | Tổng thời lượng:                                                                                            | 16:59 |

| Kaminomi Character CD.EX Asuka Sora starring SAKURAI TOMO (神のみキャラCD.くれよん 飛鳥 空 starring 櫻井 智) | Kaminomi Character CD.EX Asuka Sora starring SAKURAI TOMO (神のみキャラCD.くれよん 飛鳥 空 starring 櫻井 智) | Kaminomi Character CD.EX Asuka Sora starring SAKURAI TOMO (神のみキャラCD.くれよん 飛鳥 空 starring 櫻井 智) |
| STT | Nhan đề | Thời lượng                                                                                                   |
| --- | --- | --- |
| 1. | "Hajimete no Iro (初めての色)"                                                                               | 3:36 |
| 2. | "Tatta Ichido no Kiseki (たった一度の奇跡)"                                                                  | 3:33 |
| 3. | "Hajimete no Iro (Instrumental) (初めての色 (Instrumental))"                                                 | 3:36 |
| 4. | "Tatta Ichido no Kiseki (Instrumental) (たった一度の奇跡 (Instrumental))"                                    | 3:30 |
| Tổng thời lượng:                                                                                             | Tổng thời lượng:                                                                                             | 14:15 |

| Birth            | Birth                                 | Birth      |
| STT              | Nhan đề                               | Thời lượng |
| ---------------- | ------------------------------------- | ---------- |
| 1.               | "Date of Birth"                       | 1:40       |
| 2.               | "LOVE KANON"                          | 3:20       |
| 3.               | "YES-TODAY"                           | 4:32       |
| 4.               | "ALL 4 YOU"                           | 4:10       |
| 5.               | "Urahalove (ウラハラブ)"              | 4:03       |
| 6.               | "Happy Crescent (ハッピークレセント)" | 3:41       |
| 7.               | "Omoi wa Rain Rain (想いはRain Rain)" | 4:11       |
| 8.               | "Love Call (らぶこーる)"              | 4:57       |
| 9.               | "Darling Baby (ダーリンベイビ)"       | 4:32       |
| 10.              | "Birth"                               | 1:40       |
| Tổng thời lượng: | Tổng thời lượng:                      | 36:46      |

Bộ anime thứ hai có ba bài hát chủ đề, một mở đầu và hai kết thúc. Bài hát mở đầu có tên A Whole New World God Only Knows do Oratorio The World God Only Knows trình bày, đĩa đơn chứa bài hát đã phát hành vào ngày 18 tháng 5 năm 2011. Bài hát kết thúc thứ nhất có tên Ai no Yokan (アイノヨカン) do Kami nomi Zo Shiri-tai trình bày dùng trong tập 1-3, 5-7 và 9-11 phiên bản do Kaketama-tai trình bày dùng trong tập 4 và 8, đĩa dơn chứa cả hai phiên bản bài hát đã phát hành vào ngày 25 tháng 5 năm 2011. Bài hát kết thúc thứ hai là bài God Only Knows Daisanmaku (God only knows 第三幕) do Oratorio The World God Only Knows trình bày dùng trong tập 12. Album chứa các bản nhạc dùng trong bộ anime thứ hai đã phát hành vào ngày 27 tháng 7 năm 2011.
Một đĩa thử mẫu bắt đầu được cho thuê miễn phí từ ngày 20 tháng 4 năm 2011, đĩa có chứa hai bài hát mở đầu của hai bộ anime và bài hát kết thúc của bộ anime đầu cùng với các mẫu thử giọng của hai nhân vật Elsie và Haqua dưới dạng đàm thoại. Năm đĩa đơn chứa các bài hát do các nhân vật trình bày đã phát hành từ ngày 01 tháng 6 năm 2011 đến ngày 14 tháng 3 năm 2012. Hai album chứa các bài hát do các nhân vật trình bày đã phát hành vào ngày 21 tháng 9 và ngày 21 tháng 12 năm 2011, cả hai album đều có hai phiên bản giới hạn và bình thường, phiên bản giới hạn album thứ nhất thì đính kèm đĩa chứa đoạn phim trình bày nhạc phẩm còn album thứ hai đính kèm một đĩa chứa các đoạn drama. Một album do nhân vật Nakagawa Kanon trình bày đã phát hành vào ngày 03 tháng 3 năm 2012. Một buổi hòa nhạc do Toyama Nao trong vai nhân vật Kanon làm ca sĩ đã được tổ chức tại Hibiya Public Hall vào ngày 12 tháng 2 năm 2012, album chứa các bài hát trình bày trong buổi hòa nhạc này đã phát hành vào ngày 30 tháng 5 năm 2012 đính kèm với một BD/DVD chứa các đoạn phim trình bày nhạc phẩm của nhân vật Kanon.
| Kami nomi zo Shiru Sekai II SPECIAL SAMPLER DISC(神のみぞ知るセカイII SPECIAL SAMPLER DISC) | Kami nomi zo Shiru Sekai II SPECIAL SAMPLER DISC(神のみぞ知るセカイII SPECIAL SAMPLER DISC) | Kami nomi zo Shiru Sekai II SPECIAL SAMPLER DISC(神のみぞ知るセカイII SPECIAL SAMPLER DISC) |
| STT                                                                                         | Nhan đề                                                                                     | Thời lượng                                                                                  |
| ------------------------------------------------------------------------------------------- | ------------------------------------------------------------------------------------------- | ------------------------------------------------------------------------------------------- |
| 1.                                                                                          | "A Whole New World God Only Knows (TV size)"                                                | 1:30                                                                                        |
| 2.                                                                                          | "God Only Knows Daisanmaku (God Only Knows 第三幕)"                                         | 1:31                                                                                        |
| 3.                                                                                          | "Elsie & Haqua "Kaketama-tai Talk" (エルシィ&ハクアの「駆け魂隊トーク」)"                   | 5:15                                                                                        |
| 4.                                                                                          | "Ai no Yokan (TV size) (アイノヨカン (TV size))"                                            | 1:30                                                                                        |
| Tổng thời lượng:                                                                            | Tổng thời lượng:                                                                            | 9:46                                                                                        |

| A Whole New World God Only Knows | A Whole New World God Only Knows                  | A Whole New World God Only Knows |
| STT                              | Nhan đề                                           | Thời lượng                       |
| -------------------------------- | ------------------------------------------------- | -------------------------------- |
| 1.                               | "A Whole New World God Only Knows"                | 3:34                             |
| 2.                               | "A Brand New World God Only Knows"                | 3:16                             |
| 3.                               | "A Brand New World God Only Knows (Instrumental)" | 3:14                             |
| Tổng thời lượng:                 | Tổng thời lượng:                                  | 13:38                            |

| Ai no Yokan (アイノヨカン) | Ai no Yokan (アイノヨカン)                                                                  | Ai no Yokan (アイノヨカン) |
| STT                        | Nhan đề                                                                                     | Thời lượng                 |
| -------------------------- | ------------------------------------------------------------------------------------------- | -------------------------- |
| 1.                         | "Ai no Yokan (アイノヨカン)"                                                                | 4:07                       |
| 2.                         | "Ai no Yokan from Kaketama-tai (アイノヨカン from 駆け魂隊)"                                | 4:11                       |
| 3.                         | "Ai no Yokan (Instrumental) (アイノヨカン （Instrumental）)"                                | 4:06                       |
| 4.                         | "Ai no Yokan from Kaketama-tai (Instrumental) (アイノヨカン from 駆け魂隊（Instrumental）)" | 4:10                       |
| Tổng thời lượng:           | Tổng thời lượng:                                                                            | 16:34                      |

| Kami nomi zo Shiru Sekai II Original Soundtrack (神のみぞ知るセカイII Original Soundtrack) | Kami nomi zo Shiru Sekai II Original Soundtrack (神のみぞ知るセカイII Original Soundtrack) | Kami nomi zo Shiru Sekai II Original Soundtrack (神のみぞ知るセカイII Original Soundtrack) |
| STT                                                                                        | Nhan đề                                                                                    | Thời lượng                                                                                 |
| ------------------------------------------------------------------------------------------ | ------------------------------------------------------------------------------------------ | ------------------------------------------------------------------------------------------ |
| 1.                                                                                         | "Koi ~ Kuchizuke made no Kyori II [Main Theme Kai] (恋~口づけまでの距離Ⅱ[メインテーマ改])" | 2:03                                                                                       |
| 2.                                                                                         | "A Whole New World God Only Knows (TV EDIT)"                                               | 1:33                                                                                       |
| 3.                                                                                         | "Gouken na Otome (剛健な乙女)"                                                             | 2:04                                                                                       |
| 4.                                                                                         | "Koshiki Bujutsu Kasuga-ryuu Rashin Kassatsujutsu (古式武術春日流羅新活殺術)"              | 1:21                                                                                       |
| 5.                                                                                         | "Nanjaku na Otome (軟弱な乙女)"                                                            | 1:38                                                                                       |
| 6.                                                                                         | "Bu vs Onna (武 vs 女)"                                                                    | 1:47                                                                                       |
| 7.                                                                                         | "Real no Naka de (現実の中で)"                                                             | 1:48                                                                                       |
| 8.                                                                                         | "Chikuchou, Kitaru. (地区長、来たる。)"                                                    | 1:58                                                                                       |
| 9.                                                                                         | "Chikuchou, Koudousu. (地区長、行動す。)"                                                  | 1:51                                                                                       |
| 10.                                                                                        | "Ittou Koumuma to Santou Koumuma (一等公務魔と三等公務魔)"                                 | 1:42                                                                                       |
| 11.                                                                                        | "Bukimi na Gekijou (不気味な劇場)"                                                         | 1:59                                                                                       |
| 12.                                                                                        | "Yuuyou Akuma no Hikari to Kage (優等悪魔の光と影)"                                        | 1:41                                                                                       |
| 13.                                                                                        | "Kaketama Kouryuu Sakusen! (駆け魂勾留作戦!)"                                              | 2:09                                                                                       |
| 14.                                                                                        | "Daijoubu, Taisetsu na Anata e (大丈夫、大切なあなたへ)"                                   | 2:01                                                                                       |
| 15.                                                                                        | "Ai no Yokan feat. Kaketama-tai (TV EDIT) (アイノヨカン feat.駆け魂隊 (TV EDIT))"          | 1:39                                                                                       |
| 16.                                                                                        | "Heibon Shoujo (平凡少女)"                                                                 | 1:47                                                                                       |
| 17.                                                                                        | "Ame Bakka... (雨ばっか……)"                                                                | 1:52                                                                                       |
| 18.                                                                                        | "Parameter Godoku (パラメーター誤読)"                                                      | 1:52                                                                                       |
| 19.                                                                                        | "Ame, Ame, Ame... (雨、雨、雨……)"                                                          | 1:48                                                                                       |
| 20.                                                                                        | "Hajimete Koi wo Shita Kioku ~Piano Bansou~ (初めて恋をした記憶 ~ピアノ伴奏~)"             | 2:57                                                                                       |
| 21.                                                                                        | "Hajimete Koi wo Shita Kioku (TV EDIT) (初めて恋をした記憶 (TV EDIT))"                     | 1:34                                                                                       |
| 22.                                                                                        | "2-nen B-gumi Shinmai Sensei (2年B組新米先生)"                                             | 1:54                                                                                       |
| 23.                                                                                        | "Jumbo Tsuruma no Theme~O (ジャンボ鶴馬のテーマ~O)"                                        | 0:44                                                                                       |
| 24.                                                                                        | "Risou to Genjitsu no Hazama de (理想と現実の狭間で)"                                      | 2:20                                                                                       |
| 25.                                                                                        | "Itsumo Kokoro ni Taiyou wo (いつも心に太陽を)"                                            | 1:40                                                                                       |
| 26.                                                                                        | "Ai no Yokan (TV EDIT) (アイノヨカン (TV EDIT))"                                           | 1:39                                                                                       |
| 27.                                                                                        | "Itsutsuba no Clover wo Sagasu Shoujo (五つ葉のクローバーを探す少女)"                      | 1:47                                                                                       |
| 28.                                                                                        | "HAPPYEND (TV EDIT)"                                                                       | 2:32                                                                                       |
| 29.                                                                                        | "NEXT STAGE II"                                                                            | 0:18                                                                                       |
| Tổng thời lượng:                                                                           | Tổng thời lượng:                                                                           | 51:58                                                                                      |

| Kaminomi Character CD.5 Kasuga Kusunoki starring KOSHIMIZU AMI (神のみキャラCD.5 春日 楠 starring 小清水亜美) | Kaminomi Character CD.5 Kasuga Kusunoki starring KOSHIMIZU AMI (神のみキャラCD.5 春日 楠 starring 小清水亜美) | Kaminomi Character CD.5 Kasuga Kusunoki starring KOSHIMIZU AMI (神のみキャラCD.5 春日 楠 starring 小清水亜美) |
| STT | Nhan đề | Thời lượng |
| --- | --- | --- |
| 1. | "SAMURAI Girl no Yuuutsu (SAMURAIガールの憂鬱)"                                                               | 4:07 |
| 2. | "Ai no Yokan from Kusunoki (アイノヨカン from Kusunoki)"                                                      | 4:15 |
| 3. | "SAMURAI Girl no Yuuutsu (Instrumental) (SAMURAIガールの憂鬱 (Instrumental))"                                 | 4:06 |
| 4. | "Ai no Yokan from Kusunoki (Instrumental) (アイノヨカン from Kusunoki (Instrumental))"                        | 4:10 |
| Tổng thời lượng:                                                                                              | Tổng thời lượng:                                                                                              | 16:40 |

| Kaminomi Character CD.6 Chihiro Kosaka starring KANA ASUMI (神のみキャラCD.6 小阪ちひろ starring 阿澄佳奈) | Kaminomi Character CD.6 Chihiro Kosaka starring KANA ASUMI (神のみキャラCD.6 小阪ちひろ starring 阿澄佳奈) | Kaminomi Character CD.6 Chihiro Kosaka starring KANA ASUMI (神のみキャラCD.6 小阪ちひろ starring 阿澄佳奈) |
| STT | Nhan đề | Thời lượng                                                                                                 |
| --- | --- | --- |
| 1. | "It's All Right"                                                                                           | 3:39 |
| 2. | "Ai no Yokan from Chihiro (アイノヨカン from Chihiro)"                                                     | 4:22 |
| 3. | "It's All Right (Instrumental)"                                                                            | 3:39 |
| 4. | "Ai no Yokan from Chihiro (Instrumental) (アイノヨカン from Chihiro (Instrumental))"                       | 4:17 |
| Tổng thời lượng:                                                                                           | Tổng thời lượng:                                                                                           | 15:58 |

| Kaminomi Character CD.7 Nagase Jun starring TOYOSAKI AKI (神のみキャラCD.7 長瀬純 starring 豊崎愛生) | Kaminomi Character CD.7 Nagase Jun starring TOYOSAKI AKI (神のみキャラCD.7 長瀬純 starring 豊崎愛生) | Kaminomi Character CD.7 Nagase Jun starring TOYOSAKI AKI (神のみキャラCD.7 長瀬純 starring 豊崎愛生) |
| STT                                                                                                  | Nhan đề                                                                                              | Thời lượng                                                                                           |
| --- | --- | --- |
| 1.                                                                                                   | "My Color"                                                                                           | 3:49                                                                                                 |
| 2.                                                                                                   | "Ai no Yokan from Jun (アイノヨカン from Jun)"                                                       | 4:15                                                                                                 |
| 3.                                                                                                   | "My Color (Instrumental)"                                                                            | 3:49                                                                                                 |
| 4.                                                                                                   | "Ai no Yokan from Jun (Instrumental) (アイノヨカン from Jun (Instrumental))"                         | 4:10                                                                                                 |
| Tổng thời lượng:                                                                                     | Tổng thời lượng:                                                                                     | 16:04                                                                                                |

| Kaminomi Character CD.00 Haqua starring SAORI HAYAMI (神のみキャラCD.00 ハクア starring 早見沙織) | Kaminomi Character CD.00 Haqua starring SAORI HAYAMI (神のみキャラCD.00 ハクア starring 早見沙織) | Kaminomi Character CD.00 Haqua starring SAORI HAYAMI (神のみキャラCD.00 ハクア starring 早見沙織) |
| STT                                                                                               | Nhan đề                                                                                           | Thời lượng                                                                                        |
| ------------------------------------------------------------------------------------------------- | ------------------------------------------------------------------------------------------------- | ------------------------------------------------------------------------------------------------- |
| 1.                                                                                                | "NAKED GENIUS"                                                                                    | 4:22                                                                                              |
| 2.                                                                                                | "Ai no Yokan from Haqua (アイノヨカン from Haqua)"                                                | 4:21                                                                                              |
| 3.                                                                                                | "NAKED GENIUS (Instrumental)"                                                                     | 4:22                                                                                              |
| 4.                                                                                                | "Ai no Yokan from Haqua (アイノヨカン from Haqua (Instrumental))"                                 | 4:16                                                                                              |
| Tổng thời lượng:                                                                                  | Tổng thời lượng:                                                                                  | 17:23                                                                                             |

| Kaminomi Character CD. Kami Katsuragi Keima starring SHIMONO HIRO (神のみキャラCD.神 桂木桂馬 starring 下野 紘) | Kaminomi Character CD. Kami Katsuragi Keima starring SHIMONO HIRO (神のみキャラCD.神 桂木桂馬 starring 下野 紘)                    | Kaminomi Character CD. Kami Katsuragi Keima starring SHIMONO HIRO (神のみキャラCD.神 桂木桂馬 starring 下野 紘) |
| STT | Nhan đề | Thời lượng |
| --- | --- | --- |
| 1. | "HAPPYEND" | 4:44 |
| 2. | "Motto! Motto! Tokimeki (もっと!モット!ときめき)"                                                                                  | 5:20 |
| 3. | "Shuuseki Kairo no Yume Tabibito feat. Katsuragi Keima (another vocal ver.) (集積回路の夢旅人 feat.桂木桂馬 (another vocal ver.))" | 1:38 |
| 4. | "HAPPYEND (Instrumental)" | 4:44 |
| 5. | "Motto! Motto! Tokimeki (Instrumental) (もっと!モット!ときめき (Instrumental))"                                                    | 5:16 |
| Tổng thời lượng:                                                                                                | Tổng thời lượng: | 21:44 |

| Greetings from special agents Elysia de Lute Ima and Haqua d'rot Herminium | Greetings from special agents Elysia de Lute Ima and Haqua d'rot Herminium    | Greetings from special agents Elysia de Lute Ima and Haqua d'rot Herminium |
| STT                                                                        | Nhan đề                                                                       | Thời lượng                                                                 |
| -------------------------------------------------------------------------- | ----------------------------------------------------------------------------- | -------------------------------------------------------------------------- |
| 1.                                                                         | "Nonstop!! Hunters"                                                           | 4:27                                                                       |
| 2.                                                                         | "NAKED GENIUS"                                                                | 4:21                                                                       |
| 3.                                                                         | "Atafuta Night & Day! (アタフタNight & Day!)"                                 | 3:47                                                                       |
| 4.                                                                         | "Gokigen Ikaga? (ご機嫌いかが?)"                                              | 3:30                                                                       |
| 5.                                                                         | "Koi no Shirushi feat. Kaketama-tai (コイノシルシ feat.駆け魂隊)"             | 4:19                                                                       |
| 6.                                                                         | "OH!My☆GOD!! (Oh!まい☆GOD!!)"                                                 | 4:35                                                                       |
| 7.                                                                         | "1'st EVOLUTION→"                                                             | 4:43                                                                       |
| 8.                                                                         | "Ai no Yokan from Elsie (アイノヨカン from Elsie)"                            | 4:19                                                                       |
| 9.                                                                         | "Good Night Song ~Onaji Sora no Shita de~ (Good Night Song ～同じ空の下で～)" | 4:28                                                                       |
| 10.                                                                        | "Ai no Yokan feat. Kaketama-tai (アイノヨカン feat.駆け魂隊)"                 | 4:07                                                                       |
| Tổng thời lượng:                                                           | Tổng thời lượng:                                                              | 42:42                                                                      |

| Character Cover Album Senkyoku Wakaki Tamiki (神のみぞ知るセカイ キャラクター・カバーALBUM ～選曲:若木民喜) | Character Cover Album Senkyoku Wakaki Tamiki (神のみぞ知るセカイ キャラクター・カバーALBUM ～選曲:若木民喜) | Character Cover Album Senkyoku Wakaki Tamiki (神のみぞ知るセカイ キャラクター・カバーALBUM ～選曲:若木民喜) |
| STT | Nhan đề | Thời lượng                                                                                                  |
| --- | --- | --- |
| 1. | "Suiminbusoku (すいみん不足)"                                                                               | 3:35 |
| 2. | "Dancing Star"                                                                                              | 3:26 |
| 3. | "Egao ni Aitai (笑顔に会いたい)"                                                                            | 4:02 |
| 4. | "Platinum (プラチナ)"                                                                                       | 4:13 |
| 5. | "Ai・Oboete Imasuka (愛・おぼえていますか)"                                                                 | 6:28 |
| 6. | "ANGEL NIGHT ~Tenshi no Iru Basho~ (ANGEL NIGHT ～天使のいる場所～)"                                        | 4:34 |
| 7. | "Rondo-Revolution (輪舞ーrevolution)"                                                                       | 4:33 |
| 8. | "Twinkle☆Star (トゥインクル☆スター)"                                                                        | 3:50 |
| 9. | "Dearest"                                                                                                   | 5:07 |
| 10. | "Motto! Motto! Tokimeki (もっと!モット!ときめき)"                                                           | 5:16 |
| Tổng thời lượng:                                                                                            | Tổng thời lượng:                                                                                            | 45:08 |

| Sakura-Iro Sotsugyou / Bare Bare・Valentine (桜色卒業 / バレバレ・バレンタイン) | Sakura-Iro Sotsugyou / Bare Bare・Valentine (桜色卒業 / バレバレ・バレンタイン)             | Sakura-Iro Sotsugyou / Bare Bare・Valentine (桜色卒業 / バレバレ・バレンタイン) |
| STT                                                                             | Nhan đề                                                                                     | Thời lượng                                                                      |
| ------------------------------------------------------------------------------- | ------------------------------------------------------------------------------------------- | ------------------------------------------------------------------------------- |
| 1.                                                                              | "Sakura-Iro Sotsugyou (桜色卒業)"                                                           | 4:21                                                                            |
| 2.                                                                              | "Bare Bare・Valentine (バレバレ・バレンタイン)"                                             | 3:35                                                                            |
| 3.                                                                              | "Sakura-Iro Sotsugyou (Piano Bansou) (桜色卒業 (ピアノ伴奏))"                               | 3:19                                                                            |
| 4.                                                                              | "Sakura-Iro Sotsugyou (桜色卒業 (Instrumental))"                                            | 4:21                                                                            |
| 5.                                                                              | "Bare Bare・Valentine (Instrumental) (バレバレ・バレンタイン (Instrumental))"               | 3:35                                                                            |
| 6.                                                                              | "Sakura-Iro Sotsugyou (Piano Bansou) (Instrumental) (桜色卒業 (ピアノ伴奏) (Instrumental))" | 3:12                                                                            |
| Tổng thời lượng:                                                                | Tổng thời lượng:                                                                            | 22:27                                                                           |

| Makagawa Kanon starring Toyama Nao 1st Concert 2012 Ribbon Revolution (中川かのん starring 東山奈央 1stコンサート2012 Ribbon Revolution) | Makagawa Kanon starring Toyama Nao 1st Concert 2012 Ribbon Revolution (中川かのん starring 東山奈央 1stコンサート2012 Ribbon Revolution) | Makagawa Kanon starring Toyama Nao 1st Concert 2012 Ribbon Revolution (中川かのん starring 東山奈央 1stコンサート2012 Ribbon Revolution) |
| STT | Nhan đề | Thời lượng |
| --- | --- | --- |
| 1. | "Prologue～Date of Birth" | 1:47 |
| 2. | "LOVE KANON" | 3:30 |
| 3. | "YES-TODAY" | 4:39 |
| 4. | "MC~Youkoso 1st Concert he! (MC～ようこそ1stコンサートへ!)"                                                                              | 4:40 |
| 5. | "ALL 4 YOU" | 4:13 |
| 6. | "Summer Boy (サマーボーイ)" | 3:51 |
| 7. | "Natsu iro Surprise (夏色サプライズ)" | 4:51 |
| 8. | "MC~Guest Toujou! (MC～ゲスト登場!)" | 5:24 |
| 9. | "Gokigen Ikaga? (ご機嫌いかが?)" | 2:19 |
| 10. | "MC~Kanon chan no Three Size (MC～かのんちゃんのスリーサイズ)"                                                                           | 2:55 |
| 11. | "NAKED GENIUS" | 4:17 |
| 12. | "God Only Knows Daisanmaku (God only knows 第三幕)"                                                                                      | 1:53 |
| 13. | "Shuuseki Kairo no Yume Tabibito (集積回路の夢旅人)"                                                                                     | 1:50 |
| 14. | "MC~Kanon & Haqua (MC～かのん&ハクア)"                                                                                                   | 2:07 |
| 15. | "Ai no Yokan (アイノヨカン)" | 1:59 |
| 16. | "Koi no Shirushi (コイノシルシ)" | 3:21 |
| 17. | "MC~Koko Kara ga Dai ni Maku Desu (MC～ここからが第二幕です)"                                                                            | 1:28 |
| 18. | "Uraharabu (ウラハラブ)" | 4:02 |
| 19. | "MC~Uketomete Valentine! (MC～受け止めてバレンタイン!)"                                                                                  | 0:49 |
| 20. | "Bare Bare・Valentine (バレバレ・バレンタイン)"                                                                                          | 3:31 |
| 21. | "MC~Koko ni Tsudou Kiseki (MC～ここに集う奇蹟)"                                                                                          | 3:24 |
| 22. | "Love Call (らぶこーる)" | 5:40 |
| 23. | "MC-Hibiya Koukaidou wo Seiatsu Shimashou! (MC～日比谷公会堂を制圧しましょう!)"                                                          | 1:44 |
| 24. | "Happy Crescent (ハッピークレセント)" | 4:17 |
| 25. | "MC~Kanon Call (MC～かのんこーる)" | 0:32 |
| 26. | "Omoi ha Rain Rain (想いはRain Rain)" | 4:03 |
| 27. | "MC~Taisetsu na...... (MC～大切な……)" | 3:01 |
| 28. | "Sakura iro Sotsugyou (桜色卒業)" | 4:45 |
| 29. | "MC~Kanon with Keima & Haqua + Elsie (MC～かのん with 桂馬&ハクア+エルシィ)"                                                             | 16:17 |
| 30. | "Kanon Band Member Shoukai (かのんBANDメンバー紹介)"                                                                                     | 2:39 |
| 31. | "Darling Baby (ダーリンベイビ)" | 9:45 |
| 32. | "Epilogue～Birth" | 3:25 |
| 33. | "Message from Toyama Nao (BONUS) (Message from 東山奈央 (BONUS))"                                                                        | 5:05 |
| Tổng thời lượng: | Tổng thời lượng: | 2:08:19 |

Tập OVA Yonnin to Idol có hai bài hát chủ đề, một mở đầu và một kết thúc. Bài hát mở đầu có tên Natsuiro Surprise (夏色サプライズ) do Toyama Nao trình bày và bài hát kết thúc có tên Hajimete Koi wo Shita Kioku (初めて恋をした記憶) do Asumi Kana trình bày. Đĩa đơn chứa bài hát mở đầu đã phát hành vào ngày 14 tháng 9 năm 2011 với hai phiên bản giới hạn và bình thường, phiên bản giới hạn có đình kèm đĩa chứa đoạn phim trình bày nhạc phẩm.
| Natsuiro Surprise (夏色サプライズ) | Natsuiro Surprise (夏色サプライズ)                                                    | Natsuiro Surprise (夏色サプライズ) |
| STT                                | Nhan đề                                                                               | Thời lượng                         |
| ---------------------------------- | ------------------------------------------------------------------------------------- | ---------------------------------- |
| 1.                                 | "Natsuiro Surprise (夏色サプライズ)"                                                  | 4:45                               |
| 2.                                 | "Summer Boy (サマーボーイ)"                                                           | 4:01                               |
| 3.                                 | "Love Call Orchestra ver. (らぶこーる Orchestra ver.)"                                | 4:57                               |
| 4.                                 | "Natsuiro Surprise (Instrumental) (夏色サプライズ（Instrumental）)"                   | 4:45                               |
| 5.                                 | "Summer Boy (Instrumental) (サマーボーイ（Instrumental）)"                            | 4:01                               |
| 6.                                 | "Love Call Orchestra ver. (Instrumental) (らぶこーる Orchestra ver.（Instrumental）)" | 4:53                               |
| Tổng thời lượng:                   | Tổng thời lượng:                                                                      | 27:22                              |

Hai tập OVA Tenri-hen cũng có hai bài hát chủ đề, cả hai đều là bài hát kết thúc. Bài hát thứ nhất có tên Hikari no Kiseki (ヒカリノキセキ) và bài hát hát thứ hai có tên Mirai e no Tobira (未来への扉) cả hai đều do eyelis trình bày. Đĩa đơn chứa hai bài hát đã phát hành vào ngày 19 tháng 12 năm 2012 với hai phiên bản giới hạn và bình thường, phiên bản giới hạn có đình kèm đĩa chứa đoạn phim trình bày nhạc phẩm.
| Hikari no Kiseki/Mirai e no Tobira (ヒカリノキセキ/未来への扉) | Hikari no Kiseki/Mirai e no Tobira (ヒカリノキセキ/未来への扉)    | Hikari no Kiseki/Mirai e no Tobira (ヒカリノキセキ/未来への扉) |
| STT                                                            | Nhan đề                                                           | Thời lượng                                                     |
| -------------------------------------------------------------- | ----------------------------------------------------------------- | -------------------------------------------------------------- |
| 1.                                                             | "Hikari no Kiseki (ヒカリノキセキ)"                               | 4:40                                                           |
| 2.                                                             | "Mirai e no Tobira (未来への扉)"                                  | 4:33                                                           |
| 3.                                                             | "Hikari no Kiseki (OVA EDIT) (ヒカリノキセキ (OVA EDIT))"         | 2:01                                                           |
| 4.                                                             | "Mirai e no Tobira (OVA EDIT) (未来への扉 (OVA EDIT))"            | 1:43                                                           |
| 5.                                                             | "Hikari no Kiseki (Instrumental) (ヒカリノキセキ (Instrumental))" | 4:40                                                           |
| 6.                                                             | "Mirai e no Tobira (Instrumental) (未来への扉 (Instrumental))"    | 4:29                                                           |
| Tổng thời lượng:                                               | Tổng thời lượng:                                                  | 22:07                                                          |

Tập OVA Magical Star Kanon 100% có hai bài hát chủ đề, một mở đầu và một kết thúc. Bài hát mở đầu có tên Kanon 100% (かのん100%) do Tōyama Nao trình bày, bài hát kết thúc có tên Kimi-iro Love Song (君色ラブソング) cũng do Tōyama Nao trình bày. Đĩa đơn chứa hai bài hát đã phát hành vào ngày 19 tháng 6 năm 2013 với hai phiên bản giới hạn và bình thường, phiên bản giới hạn có chứa đoạn phim trình bày nhạc phẩm.
| Kanon 100%       | Kanon 100%                                                          | Kanon 100% |
| STT              | Nhan đề                                                             | Thời lượng |
| ---------------- | ------------------------------------------------------------------- | ---------- |
| 1.               | "Kanon 100% (かのん100%)"                                           | 4:21       |
| 2.               | "Kimi-iro Love Song (君色ラブソング)"                               | 3:58       |
| 3.               | "Kanon 100% (OVA EDIT) (かのん100% (OVA EDIT))"                     | 1:35       |
| 4.               | "Kimi-iro Love Song (OVA EDIT) (君色ラブソング (OVA EDIT))"         | 1:36       |
| 5.               | "Kanon 100% (Instrumental) (かのん100% (Instrumental))"             | 4:21       |
| 6.               | "Kimi-iro Love Song (Instrumental) (君色ラブソング (Instrumental))" | 3:54       |
| Tổng thời lượng: | Tổng thời lượng:                                                    | 19:47      |

Bộ anime thứ ba có bốn bài hát chủ đề, một mở đầu và ba kết thúc. Bài hát mở đầu có tên God only knows -Secrets of the Goddess- do Oratorio The World God Only Knows trình bày, đĩa đơn chứa bài hát đã phát hành vào ngày 31 tháng 7 năm 2013. Bài hát kết thúc thứ nhất có tên Kizuna no Yukue (キズナノユクエ) do Jupiter no Shimai trình bày dùng trong tập 1 đến 7, 9 và 11, album chứa bài hát với các phiên bản do các nhân vật khác nhau trình bày đã phát hành vào ngày 11 tháng 9 năm 2013. Bài hát kết thúc thứ hai có tên Hitomi kara Snow (瞳からスノー) do Tōyama Nao trình bày dùng trong tập 8, bài hát kết thúc thứ có tên With...You... do Hayami Saori, hai bài hát này được phát hành trong album chứa các bản nhạc dùng bộ anime phát hành vào ngày 25 tháng 12 năm 2013.
Năm đĩa đơn chứa các bà hát do các nhân vật trình bày đã phát hành từ ngày 07 tháng 8 đến ngày 25 tháng 9 năm 2013. Hai album chứa các bài hát do các nhân vật trình bày đã phát hành vào ngày 27 tháng 11 và 11 tháng 12 năm 2013. Một album tập hợp các do các nhân vật trình bày mà đích thân tác giả của truyện là Wakaki Tamiki chọn lọc đã phát hành vào ngày 12 tháng 2 năm 2014 với hai phiên bản giới hạn và bình thường, bản giới hạn có đính kèm đĩa chứa các đoạn drama.
| God only knows -Secrets of the Goddess- | God only knows -Secrets of the Goddess-                  | God only knows -Secrets of the Goddess- |
| STT                                     | Nhan đề                                                  | Thời lượng                              |
| --------------------------------------- | -------------------------------------------------------- | --------------------------------------- |
| 1.                                      | "God only knows -Secrets of the Goddess-"                | 12:52                                   |
| 2.                                      | "God only knows -Secrets of the Goddess- (Extract)"      | 1:36                                    |
| 3.                                      | "God only knows -Secrets of the Goddess- (Instrumental)" | 12:48                                   |
| Tổng thời lượng:                        | Tổng thời lượng:                                         | 27:17                                   |

| Kizuna no Yukue (キズナノユクエ) | Kizuna no Yukue (キズナノユクエ)                                        | Kizuna no Yukue (キズナノユクエ) |
| STT                              | Nhan đề                                                                 | Thời lượng                       |
| -------------------------------- | ----------------------------------------------------------------------- | -------------------------------- |
| 1.                               | "Kizuna no Yukue (キズナノユクエ)"                                      | 4:02                             |
| 2.                               | "Kizuna no Yukue feat. Kujou Tsukiyo (キズナノユクエ feat.九条月夜)"    | 4:02                             |
| 3.                               | "Kizuna no Yukue feat. Nakagawa Kanon (キズナノユクエ feat.中川かのん)" | 4:02                             |
| 4.                               | "Kizuna no Yukue feat. Ayukawa Tenri (キズナノユクエ feat.鮎川天理)"    | 4:02                             |
| 5.                               | "Kizuna no Yukue feat. Shiomiya Shiori (キズナノユクエ feat.汐宮 栞)"   | 4:02                             |
| 6.                               | "Kizuna no Yukue feat. Godou Yui (キズナノユクエ feat.五位堂 結)"       | 4:02                             |
| 7.                               | "Kizuna no Yukue feat. Takahara Ayumi (キズナノユクエ feat.高原歩美)"   | 4:04                             |
| 8.                               | "Kizuna no Yukue (TV EDIT) (キズナノユクエ (TV EDIT))"                  | 1:37                             |
| 9.                               | "Kizuna no Yukue (Instrumental) (キズナノユクエ (Instrumental))"        | 4:00                             |
| Tổng thời lượng:                 | Tổng thời lượng:                                                        | 33:57                            |

| Kaminomi Character CD.8 Ayukawa Tenri starring Nazuka Kaori (神のみキャラCD.8 鮎川天理 starring 名塚佳織) | Kaminomi Character CD.8 Ayukawa Tenri starring Nazuka Kaori (神のみキャラCD.8 鮎川天理 starring 名塚佳織) | Kaminomi Character CD.8 Ayukawa Tenri starring Nazuka Kaori (神のみキャラCD.8 鮎川天理 starring 名塚佳織) |
| STT | Nhan đề                                                                                                   | Thời lượng                                                                                                |
| --- | --- | --- |
| 1. | "MAGIC of HAPPINESS"                                                                                      | 4:36 |
| 2. | "Kizuna no Yukue from Tenri (キズナノユクエ from Tenri)"                                                  | 4:08 |
| 3. | "MAGIC of HAPPINESS (Instrumental)"                                                                       | 4:36 |
| 4. | "キズナノユクエ from Tenri (Instrumental)"                                                                | 4:04 |
| Tổng thời lượng:                                                                                          | Tổng thời lượng:                                                                                          | 17:27 |

| Kaminomi Character CD.9 Kujou Tsukiyo starring Iguchi Yuka (神のみキャラCD.9 九条月夜 starring 井口裕香) | Kaminomi Character CD.9 Kujou Tsukiyo starring Iguchi Yuka (神のみキャラCD.9 九条月夜 starring 井口裕香) | Kaminomi Character CD.9 Kujou Tsukiyo starring Iguchi Yuka (神のみキャラCD.9 九条月夜 starring 井口裕香) |
| STT | Nhan đề                                                                                                  | Thời lượng                                                                                               |
| --- | --- | --- |
| 1. | "Tsuki no Yoru ni Aimashou (月の夜に逢いましょう)"                                                       | 4:10 |
| 2. | "Kizuna no Yukue from Tsukiyo (キズナノユクエ from Tsukiyo)"                                             | 3:48 |
| 3. | "Tsuki no Yoru ni Aimashou (Instrumental) (月の夜に逢いましょう (Instrumental))"                         | 4:10 |
| 4. | "Kizuna no Yukue from Tsukiyo (Instrumental) (キズナノユクエ from Tsukiyo (Instrumental))"               | 3:44 |
| Tổng thời lượng:                                                                                         | Tổng thời lượng:                                                                                         | 15:52 |

| Kaminomi Character CD.10 Goido Yui starring Takagaki Ayahi (神のみキャラCD.10 五位堂結 starring 高垣彩陽) | Kaminomi Character CD.10 Goido Yui starring Takagaki Ayahi (神のみキャラCD.10 五位堂結 starring 高垣彩陽) | Kaminomi Character CD.10 Goido Yui starring Takagaki Ayahi (神のみキャラCD.10 五位堂結 starring 高垣彩陽) |
| STT | Nhan đề                                                                                                   | Thời lượng                                                                                                |
| --- | --- | --- |
| 1. | "Heart Beat ni Goyoushin! (Heart Beatにご用心!)"                                                          | 3:51 |
| 2. | "Kizuna no Yukue from Yui (キズナノユクエ from Yui)"                                                      | 4:17 |
| 3. | "Heart Beat ni Goyoushin! (Instrumental) (Heart Beatにご用心! (Instrumental))"                            | 3:51 |
| 4. | "Kizuna no Yukue from Yui (Instrumental) (キズナノユクエ from Yui (Instrumental))"                        | 4:13 |
| Tổng thời lượng:                                                                                          | Tổng thời lượng:                                                                                          | 16:15 |

| Kaminomi Character CD.000 Elysia de Lute Ima & Haqua d'rot Herminium starring Ito Kanae & Hayami Saori (神のみキャラCD.000 エルシィ＆ハクア starring 伊藤かな恵＆早見沙織) | Kaminomi Character CD.000 Elysia de Lute Ima & Haqua d'rot Herminium starring Ito Kanae & Hayami Saori (神のみキャラCD.000 エルシィ＆ハクア starring 伊藤かな恵＆早見沙織) | Kaminomi Character CD.000 Elysia de Lute Ima & Haqua d'rot Herminium starring Ito Kanae & Hayami Saori (神のみキャラCD.000 エルシィ＆ハクア starring 伊藤かな恵＆早見沙織) |
| STT | Nhan đề | Thời lượng |
| --- | --- | --- |
| 1. | "Romantic☆2Night (ろまんちっく☆2Night)" | 3:54 |
| 2. | "With...you..." | 4:19 |
| 3. | "Romantic☆2Night (Instrumental) (ろまんちっく☆2Night (Instrumental))" | 3:54 |
| 4. | "With...you... (Instrumental)" | 4:15 |
| Tổng thời lượng: | Tổng thời lượng: | 16:24 |

Tín
| Hajimete Koi wo Shita Kioku (初めて恋をした記憶) | Hajimete Koi wo Shita Kioku (初めて恋をした記憶)                                 | Hajimete Koi wo Shita Kioku (初めて恋をした記憶) |
| STT                                              | Nhan đề                                                                          | Thời lượng                                       |
| ------------------------------------------------ | -------------------------------------------------------------------------------- | ------------------------------------------------ |
| 1.                                               | "Hajimete Koi wo Shita Kioku (初めて恋をした記憶)"                               | 3:50                                             |
| 2.                                               | "Catch・the・Rainbow (キャッチ・ザ・レインボー)"                                 | 3:34                                             |
| 3.                                               | "Hajimete Koi wo Shita Kioku (Instrumental) (初めて恋をした記憶 (Instrumental))" | 3:50                                             |
| 4.                                               | "Catch・the・Rainbow (Instrumental) (キャッチ・ザ・レインボー (Instrumental))"   | 3:35                                             |
| 5.                                               | "Hajimete Koi wo Shita Kioku (BONUS TRACK) (初めて恋をした記憶 (BONUS TRACK))"   | 4:00                                             |
| Tổng thời lượng:                                 | Tổng thời lượng:                                                                 | 18:51                                            |

| SECOND MISSION   | SECOND MISSION                                                     | SECOND MISSION |
| STT              | Nhan đề                                                            | Thời lượng     |
| ---------------- | ------------------------------------------------------------------ | -------------- |
| 1.               | "World Fortune ~Sekai no Yukue~ (World Fortune～セカイノユクエ～)" | 4:18           |
| 2.               | "GRAVITY"                                                          | 3:01           |
| 3.               | "Nanchatte Idol?! (なんちゃってアイドル?!)"                        | 4:14           |
| 4.               | "With...you..."                                                    | 4:17           |
| 5.               | "†DEVIL'S MISSION†"                                                | 4:04           |
| 6.               | "BITTER TASTE"                                                     | 3:55           |
| 7.               | "Binetsu Renaissance (微熱ルネサンス)"                             | 4:26           |
| 8.               | "Romantic☆2Night (ろまんちっく☆2Night)"                            | 3:54           |
| 9.               | "Innocent Blue"                                                    | 4:35           |
| 10.              | "Cherish"                                                          | 4:29           |
| Tổng thời lượng: | Tổng thời lượng:                                                   | 41:18          |

| 2B PENCILS       | 2B PENCILS | 2B PENCILS |
| STT              | Nhan đề | Thời lượng |
| ---------------- | --- | ---------- |
| 1.               | "Soundcheck" | 0:15       |
| 2.               | "QUESTION?" | 4:04       |
| 3.               | "Heart Beat ni Goyoushin! (Heart Beatにご用心!)"                                                                            | 3:40       |
| 4.               | "Wonder Chance" | 3:07       |
| 5.               | "OH!My☆GOD!! (Oh!まい☆GOD!!)"                                                                                               | 4:35       |
| 6.               | "Catch・the・Rainbow (キャッチ・ザ・レインボー)"                                                                            | 3:31       |
| 7.               | "DIVE into the SKY" | 3:37       |
| 8.               | "Special Memory" | 3:33       |
| 9.               | "NO.1" | 3:40       |
| 10.              | "Hajimete Koi wo Shita Kioku (初めて恋をした記憶)"                                                                          | 3:49       |
| 11.              | "It's All Right" | 4:00       |
| 12.              | "Hajimete Koi wo Shita Kioku (Megami-hen #12 TV EDIT) [BONUS TRACK] (初めて恋をした記憶 (女神篇#12 TV EDIT) [BONUS TRACK])" | 2:44       |
| Tổng thời lượng: | Tổng thời lượng: | 40:40      |

| Kami Nomi zo Shiru Sekai Megami-hen Original Soundtrack (神のみぞ知るセカイ 女神篇 Original Soundtrack) | Kami Nomi zo Shiru Sekai Megami-hen Original Soundtrack (神のみぞ知るセカイ 女神篇 Original Soundtrack) | Kami Nomi zo Shiru Sekai Megami-hen Original Soundtrack (神のみぞ知るセカイ 女神篇 Original Soundtrack) |
| STT | Nhan đề                                                                                                 | Thời lượng                                                                                              |
| --- | --- | --- |
| 1. | "Time Limit (タイムリミット)"                                                                           | 1:50 |
| 2. | "God only knows -Secrets of the Goddess- (Extract)"                                                     | 1:30 |
| 3. | "Osekkai na Megami (おせっかいな女神)"                                                                  | 1:33 |
| 4. | "Setsunai Koi no Kioku (切ない恋の記憶)"                                                                | 2:05 |
| 5. | "Kizuna no Yukue feat. Nakagawa Kanon (TV EDIT) (キズナノユクエ feat.中川かのん (TV EDIT))"             | 1:33 |
| 6. | "Vintage no Ryune (ヴィンテージのリューネ)"                                                             | 2:01 |
| 7. | "Megami Kouryaku (女神攻略)"                                                                            | 2:09 |
| 8. | "Tsuki wo Mederu Chiisaki Shoujo (月を愛でる小さき少女)"                                                | 1:59 |
| 9. | "Seigi wo Aisuru Megami no Chikara (正義を愛する女神の力)"                                              | 2:15 |
| 10. | "Kizuna no Yukue Feat. Kujou Tsukiyo (TV EDIT) (キズナノユクエ feat.九条月夜 (TV EDIT))"                | 1:33 |
| 11. | "Wasou no Reijin (和装の麗人)"                                                                          | 1:56 |
| 12. | "Dansou no Reijin (男装の麗人)"                                                                         | 1:51 |
| 13. | "Tatakai no Megami (戦いの女神)"                                                                        | 1:27 |
| 14. | "Kizuna no Yukue feat. Goidou Yui (TV EDIT) (キズナノユクエ feat.五位堂結 (TV EDIT))"                   | 1:33 |
| 15. | "Simone to Kashiragi (シモーネとカシラギ)"                                                              | 2:03 |
| 16. | "Watashi ni Tsuite. (私について。)"                                                                     | 2:08 |
| 17. | "Chie to Chiryoku no Megami (知恵と知力の女神)"                                                         | 1:59 |
| 18. | "Kizuna no Yukue feat. Shiomiya Shiori (TV EDIT) (キズナノユクエ feat.汐宮栞 (TV EDIT))"                | 1:33 |
| 19. | "NEXT STAGE III"                                                                                        | 0:16 |
| 20. | "Koi, Futatabi (恋、再び)"                                                                              | 2:04 |
| 21. | "Hitomi kara Snow (TV EDIT) (瞳からスノー (TV EDIT))"                                                   | 1:36 |
| 22. | "Kami ni Koishita Megami (神に恋した女神)"                                                              | 2:00 |
| 23. | "Kizuna no Yukue feat. Ayukawa Tenri (TV EDIT) (キズナノユクエ feat.鮎川天理 (TV EDIT))"                | 1:33 |
| 24. | "Kami ni Koishita Akuma (神に恋した悪魔)"                                                               | 2:01 |
| 25. | "With...you... (TV EDIT)"                                                                               | 1:30 |
| 26. | "Hatsukoi (初恋)"                                                                                       | 2:08 |
| 27. | "Tomodachi no Koi (友達の恋)"                                                                           | 2:02 |
| 28. | "Saisho no Heroine ~ Saigo no Megami (最初のヒロイン～最後の女神)"                                      | 3:16 |
| 29. | "Kizuna no Yukue feat. Takahara Ayumi (TV EDIT) (キズナノユクエ feat.高原歩美 (TV EDIT))"               | 1:33 |
| 30. | "Seitou Akumasha (Vintage) (正統悪魔社(ヴィンテージ))"                                                  | 2:03 |
| 31. | "Mezameshi Shimai no Chikara (目覚めし姉妹の力)"                                                        | 1:59 |
| 32. | "Kizuna no Yukue (TV EDIT) (キズナノユクエ (TV-EDIT))"                                                  | 1:33 |
| 33. | "Hajimete Koi wo Shita Kioku (Megami-hen #12TV EDIT) (初めて恋をした記憶 (女神篇#12 TV EDIT))"          | 2:44 |
| 34. | "Koi no Shirushi (Megami-hen TV EDIT) (コイノシルシ (女神篇TV EDIT))"                                   | 1:32 |
| 35. | "Saikai (再会)"                                                                                         | 1:01 |
| 36. | "Odayaka Naranu Kyorikan (穏やかならぬ距離感)"                                                          | 1:31 |
| 37. | "Tsunotsuki no Chikuchou (角付きの地区長)"                                                              | 1:22 |
| 38. | "Taisetsu na Tomodachi (大切なともだち)"                                                                | 1:26 |
| 39. | "Shitataka de Gouin na Sakusen (したたかで強引な作戦)"                                                  | 2:20 |
| 40. | "Himitsu (秘密)"                                                                                        | 1:51 |
| 41. | "Osananajimi (幼馴染み)"                                                                                | 1:09 |
| 42. | "Sono Akuma Kyoubou ni Tsuki (その悪魔凶暴につき)"                                                      | 0:57 |
| 43. | "Kami to Megami (神と女神)"                                                                             | 1:37 |
| 44. | "Hikari no Kiseki (OVA EDIT) (ヒカリノキセキ (OVA EDIT))"                                               | 1:59 |
| 45. | "Yomigaeru Kioku (蘇る記憶)"                                                                            | 0:28 |
| 46. | "Juu Nen Mae no Natsu (十年前の夏)"                                                                     | 1:34 |
| 47. | "Wasureenu Omoide (忘れえぬ想い出)"                                                                     | 2:43 |
| 48. | "Junketsu no Megami (純潔の女神)"                                                                       | 1:05 |
| 49. | "Koi ~ Hajimete no Kuchizuke (恋～はじめての口づけ)"                                                    | 1:54 |
| 50. | "Kaikou (邂逅)"                                                                                         | 1:31 |
| 51. | "Mirai e no Tobira (OVA EDIT) (未来への扉 (OVA EDIT))"                                                  | 1:39 |
| Tổng thời lượng:                                                                                        | Tổng thời lượng:                                                                                        | 1:28:55                                                                                                 |

| Kami Nomi zo Shiru Sekai Character・Cover ALBUM 2 ~ Senkyoku Wakaki Tamiki (神のみぞ知るセカイ キャラクター・カバーALBUM2 ～選曲 若木民喜) | Kami Nomi zo Shiru Sekai Character・Cover ALBUM 2 ~ Senkyoku Wakaki Tamiki (神のみぞ知るセカイ キャラクター・カバーALBUM2 ～選曲 若木民喜) | Kami Nomi zo Shiru Sekai Character・Cover ALBUM 2 ~ Senkyoku Wakaki Tamiki (神のみぞ知るセカイ キャラクター・カバーALBUM2 ～選曲 若木民喜) |
| STT | Nhan đề | Thời lượng |
| --- | --- | --- |
| 1. | "Assemble・Insert (アッセンブル・インサート)"                                                                                              | 3:44 |
| 2. | "Yuzurenai Negai (ゆずれない願い)" | 4:00 |
| 3. | "Dang Dang Kininaru (Dang Dang 気になる)"                                                                                                  | 3:53 |
| 4. | "Sore e... (空へ…)" | 4:16 |
| 5. | "Yume wa Owaranai ~Kobore Ochiru Toki no Shizuku~ (夢は終わらない ～こぼれ落ちる時の雫～)"                                                 | 4:14 |
| 6. | "dis-" | 4:25 |
| 7. | "Ru・Ru・Ru・Russian・Roulette (ロ・ロ・ロ・ロシアン・ルーレット)"                                                                         | 3:44 |
| 8. | "Raison d'etre" | 4:11 |
| 9. | "Omoide ga Ippai (想い出がいっぱい)" | 4:39 |
| 10. | "Onna no Kotte (女の子って)" | 2:41 |
| Tổng thời lượng: | Tổng thời lượng: | 39:50 |

Ba đĩa đơn chứa các bài hát do các nhân vật trong loạt anime này trình bày cùng các nhân vật trong loạt anime Hayate no Gotoku đã phát hành từ ngày 13 tháng 2 đến ngày 10 tháng 5 năm 2013.
| Advance          | Advance                                                               | Advance    |
| STT              | Nhan đề                                                               | Thời lượng |
| ---------------- | --------------------------------------------------------------------- | ---------- |
| 1.               | "Advance"                                                             | 4:11       |
| 2.               | "Tsuyogari Sunset (つよがりサンセット)"                               | 4:36       |
| 3.               | "Advance (Instrumental)"                                              | 4:11       |
| 4.               | "Tsuyogari Sunset (Instrumental) (つよがりサンセット (Instrumental))" | 4:32       |
| Tổng thời lượng: | Tổng thời lượng:                                                      | 17:30      |

| Ringo Ribbon (リンゴリボン) | Ringo Ribbon (リンゴリボン)                                 | Ringo Ribbon (リンゴリボン) |
| STT                         | Nhan đề                                                     | Thời lượng                  |
| --------------------------- | ----------------------------------------------------------- | --------------------------- |
| 1.                          | "Ringo Ribbon (リンゴリボン)"                               | 4:10                        |
| 2.                          | "Helper Mimi (ヘルプルミミ)"                                | 4:42                        |
| 3.                          | "Ringo Ribbon (Instrumental) (リンゴリボン (Instrumental))" | 4:10                        |
| 4.                          | "Helper Mimi (Instrumental) (ヘルプルミミ (Instrumental))"  | 4:38                        |
| Tổng thời lượng:            | Tổng thời lượng:                                            | 17:40                       |

| Kiseki no Door (奇跡のドア) | Kiseki no Door (奇跡のドア)                       | Kiseki no Door (奇跡のドア) |
| STT                         | Nhan đề                                           | Thời lượng                  |
| --------------------------- | ------------------------------------------------- | --------------------------- |
| 1.                          | "Overture"                                        | 1:31                        |
| 2.                          | "Ringo Ribbon (リンゴリボン)"                     | 4:09                        |
| 3.                          | "GRAVITY"                                         | 3:11                        |
| 4.                          | "Acoustic Medley of Hinagiku, Kanon, Haqua, Ruka" | 7:15                        |
| 5.                          | "Advance"                                         | 4:09                        |
| 6.                          | "Pink・Deco・Motion (ピンク・デコ・モーション)"   | 4:17                        |
| 7.                          | "Kiseki no Door (奇跡のドア)"                     | 4:02                        |
| Tổng thời lượng:            | Tổng thời lượng:                                  | 28:34                       |

eyelis đã phát hành một album tổng hợp một số các bài hát của mình, trong đó có cả các bài hát được dùng trong loạt anime vào ngày 30 tháng 5 năm 2013.
| PRE-PRODUCTION   | PRE-PRODUCTION                                                         | PRE-PRODUCTION |
| STT              | Nhan đề                                                                | Thời lượng     |
| ---------------- | ---------------------------------------------------------------------- | -------------- |
| 1.               | "Prologue~God only knows Daisanmaku (Prologue〜God only knows 第三幕)" | 1:23           |
| 2.               | "Koi no Shirushi (コイノシルシ)"                                       | 4:19           |
| 3.               | "Break+Your+Destiny"                                                   | 4:42           |
| 4.               | "AFTER 0:00"                                                           | 3:37           |
| 5.               | "Wonder Wind"                                                          | 4:07           |
| 6.               | "Darling Baby (ダーリンベイビ)"                                        | 3:40           |
| 7.               | "UNLIMITED〜∞〜"                                                       | 4:40           |
| 8.               | "Honjitsu, Mankai Watashi-iro! (本日、満開ワタシ色！)"                 | 3:46           |
| 9.               | "HAPPYEND"                                                             | 4:43           |
| 10.              | "Love Call (らぶこーる)"                                               | 4:59           |
| 11.              | "Soshunfu (早春賦)"                                                    | 4:00           |
| 12.              | "Epilogue~Datte Daihonmei (Epilogue〜DATTE大本命)"                     | 1:57           |
| Tổng thời lượng: | Tổng thời lượng:                                                       | 45:53          |

Album thứ hai của nhân vật Kanon đã phát hành vào ngày 30 tháng 10 năm 2013 với hai phiên bản giới hạn và bình thường. Có hai phiên bản giới hạn, một đính kèm một CD chứa các bản drama cùng một tấm lịch, ba tấm hình và một hình dán còn một đính kèm kèm một CD chứa các bản drama, một tấm lịch khổ lớn, ba tấm áp phích và một hình dán lớn cỡ người thật.
| Colors           | Colors                                          | Colors     |
| STT              | Nhan đề                                         | Thời lượng |
| ---------------- | ----------------------------------------------- | ---------- |
| 1.               | "Seishun Paradise (青春パラダイス)"             | 4:10       |
| 2.               | "Kanon 100% (かのん100%)"                       | 4:20       |
| 3.               | "Kimiiro Love Song (君色ラブソング)"            | 3:55       |
| 4.               | "Natsuiro Surprise (夏色サプライズ)"            | 4:44       |
| 5.               | "Summer Boy (サマーボーイ)"                     | 3:59       |
| 6.               | "Romantic Aijou (ろまんてぃっく愛情)"           | 4:33       |
| 7.               | "Akiiro Kataomoi (秋色片想い)"                  | 4:19       |
| 8.               | "Hitomi Kara Snow (瞳からスノー)"               | 5:40       |
| 9.               | "Koi ni Ochita Santa (恋に落ちたサンタ)"        | 3:03       |
| 10.              | "Bare Bare・Valentine (バレバレ・バレンタイン)" | 3:32       |
| 11.              | "Sakurairo Sotsugyou (桜色卒業)"                | 4:22       |
| 12.              | "Aruite Ikumon (歩いていくもん)"                | 4:51       |
| Tổng thời lượng: | Tổng thời lượng:                                | 51:33      |

## Đón nhận
Tập 3 của loạt manga đứng hạng tư trong danh sách các tankōbon bán chạy nhất tại Nhật Bản trong tuần từ ngày 13 tháng 1 đến 19 tháng 1 năm 2009 với hơn 50.500 bản được bán. Trong tuần tiếp theo nó rớt xuống hạng thứ 20 với 30.600 bản được bán. Trong tháng 1 tập ba của loạt manga bán được 81.100 bản.
Tính đến nay bộ manga đã sỡ hữu hơn 30 fanclub.